# Figuren aus Die Geheimnisse des Nicholas Flamel
Im Folgenden sind alle Figuren aus der Buchserie Die Geheimnisse des Nicholas Flamel aufgeführt und beschrieben. Der Autor Michael Scott verwendete für die Reihe fast ausschließlich bekannte historische oder mythische Figuren. Zum Großteil sind deren Eigenschaften und Merkmale übernommen worden.

## Erklärung
Die Figuren sind eingeteilt nach den Arten/Rassen, denen sie angehören. Da die deutschen Übersetzungen dabei teilweise nicht eindeutig sind, wird auf die Bezeichnungen im Original zurückgegriffen.
Die Arten in der Reihenfolge, in der sie die Erde bevölkerten (teilweise lebten sie auch zugleich):
| Original        | Übersetzung(en)                          |
| --------------- | ---------------------------------------- |
| Earthlords      | Erdfürsten, Erdenfürsten, Erdenlords     |
| Ancients        | Erstgewesene; „Uralte“                   |
| Archons         | Archone                                  |
| Great Elders    | Große Ältere                             |
| Elders          | Ältere, Älteres Geschlecht, Erstgewesene |
| Next Generation | Nächste Generation                       |
| Humani          | Humani (Menschen)                        |

Daneben gibt es noch Wesen/Kreaturen, die zu keiner dieser Arten gehören, und Figuren, deren Art in der Buchserie nicht erwähnt wird und sich auch nicht ableiten lässt.
Bild: Das Bild bezieht sich auf die historische/mythologische Figur, die dem Charakter des Buches zugrunde liegt, und geht nicht auf die eventuell abweichenden Beschreibungen in der Buchserie ein. Mit einem Fragezeichen versehen sind jene, denen keine eindeutige historische/mythologische Figur zuordenbar ist.
Name: Als Name wird der gewählt, der in der deutschen Übersetzung am häufigsten genannt wird (mit der Ausnahme von eventuell falschen Übersetzungen). Der Autor verwendete normalerweise die Namen, unter denen die mythologischen/historischen Figuren am bekanntesten waren.
Buch: Die Figuren stammen entweder aus den Bänden 1–6 der Haupterzählung oder aus den beiden Erzählungen von Lost Stories (LS).
Beschreibung: Im Kursivtext stehen allgemeine Informationen zur historischen/mythologischen Figur, wenn möglich mit Bezug auf die Figur des Buchs. Im Normaltext stehen grundlegende Informationen über die Figur und ihre Rolle in den Büchern.
Einige Figuren haben nie eine handelnde Rolle – sie werden nach ihrer ersten Erwähnung geordnet, sind kursiv geschrieben und grau hinterlegt. Wird eine Figur dagegen zunächst erwähnt und kommt in einem späteren Band in einer handelnden Rolle vor, so ist letzteres angegeben.

## Nicht mythologisch/historisch
| Name           | Buch   | Beschreibung |
| -------------- | ------ | --- |
| Agnes          | Band 1 | Josh und Sophie nennen sie Tante, auch wenn sie nicht blutsverwandt mit ihnen ist. Sie soll 84 Jahre alt sein. Es stellt sich heraus, dass sie in Wirklichkeit Tsagaglalal ist. |
| Elle           | Band 1 | Sie ist eine gute Freundin von Sophie Newman. Sie ist sehr modebewusst und interessiert sich für Josh. |
| Newman, Josh   | Band 1 | Er ist der Zwillingsbruder von Sophie und wurde angeblich am 21. Dezember 1991 geboren (wenige Minuten nach Sophie). Er wuchs in New York auf, ist blond und kann Taekwondo und Karate. Da die Eltern (Sara/Sarah und Richard) Archäologen und damit häufig auf Reisen sind, wechselt die Familie oft den Wohnort und die Zwillinge sind meist allein. Am Anfang der Geschichte befinden sich die Eltern bei Ausgrabungen in Utah und die Zwillinge wohnen in San Francisco bei ihrer Tante Agnes. Josh ist sehr mit seiner Schwester verbunden, wird jedoch von John Dee auf die andere Seite gezogen. Er wird von Gilgamesch in der Wassermagie, von Prometheus in der Feuermagie und von Virginia Dare in der Luftmagie ausgebildet. Mars Ultor erweckt ihn und überträgt ihm das Wissen um Kriegstechniken. Es stellt sich heraus, dass Tante Agnes in Wirklichkeit Tsagaglalal ist, während Sarah und Richard Newman tatsächlich Isis und Osiris sind; Josh ist eigentlich ein Neandertaler. Auf Danu Talis, wohin er Dee und Virginia Dare folgt, tötet er Isis und Osiris und erfüllt dann sein von Abraham vorhergesehenes Schicksal: Er vereinigt die vier Elemente-Schwerter Excalibur, Clarent, Joyeuse und Durendal, die das fünfte Element Äther bilden und zu einem eisernen Haken an der Stelle seiner linken Hand werden. Dadurch wird er zu Marethyu und zerstört Danu Talis, um das Entstehen der Humani-Welt zu ermöglichen. Dann reist er durch die Zeit. Er ist die Titelfigur von Band 4, The Necromancer. Laut Michael Scotts ursprünglicher Planung sollte Josh eigentlich Joshua heißen. |
| Newman, Sophie | Band 1 | Sie ist die Zwillingsschwester von Josh und wurde angeblich am 21. Dezember 1991 geboren (wenige Minuten vor Josh). Sie wuchs in New York auf, ist blond und kann Taekwondo und Karate. Da die Eltern (Sara/Sarah und Richard) Archäologen und damit häufig auf Reisen sind, wechselt die Familie oft den Wohnort und die Zwillinge sind meist allein. Am Anfang der Geschichte befinden sich die Eltern bei Ausgrabungen in Utah und die Zwillinge wohnen in San Francisco bei ihrer Tante Agnes. Sophie bleibt auf der Seite der Flamels, ist aber verzweifelt, weil ihr Bruder sich von ihr abwendet. Sie wird von der Hexe von Endor in der Luftmagie, vom Grafen von Saint-Germain in der Feuermagie, von Gilgamesch in der Wassermagie und von Tsagaglalal in der Erdmagie ausgebildet. Sie wird von Hekate erweckt, die Hexe von Endor überträgt ihr ihr eigenes Gedächtnis. Es stellt sich heraus, dass Tante Agnes in Wirklichkeit Tsagaglalal ist, während Sarah und Richard Newman tatsächlich Isis und Osiris sind; Sophie stammt eigentlich aus den russischen Steppen des zehnten Jahrhunderts. Sie folgt ihrem Bruder nach Danu Talis und kämpft mit ihm gegen Isis und Osiris. Dann trennt sie sich von ihm und reist mit Verbündeten in ihre Zeit zurück. Sophie Newman ist die Titelfigur von Band 6, The Enchantress. |
| Christine      | Band 2 | Josh und Sophie nennen sie Tante, auch wenn sie nicht blutsverwandt mit ihnen ist. Nachdem Sophie herausgefunden hat, dass ihre Tante Agnes in Wirklichkeit Tsagaglalal ist, argwöhnt sie, dass Tante Christine vielleicht auch mehr als nur eine nette alte Dame ist. |

## Mythologisch/historisch

### Earthlords
| Bild   | Name   | Buch   | Beschreibung |
| ------ | ------ | ------ | --- |
| Isis   | Isis   | Band 5 | Isis war in der ägyptischen Mythologie die Tochter des Geb und der Nut, Schwester des Seth und der Nephthys, sowie Schwester und Gemahlin des Osiris. Von diesem empfing sie Horus als Sohn, den sie in der Einsamkeit der Nilsümpfe, versteckt vor dem Gott Seth, zur Welt brachte. Da sie den toten Osiris beklagte, der von Seth getötet wurde, galt sie auch als Göttin der Toten. Osiris ist der ägyptische Gott des Jenseits, der Wiedergeburt und des Nils. Er bildete zusammen mit Horus und Isis die Triade von Abydos. Isis und Osiris herrschen über eine Vielzahl von Schattenreichen, die sie zusammen erschaffen haben. Auf Danu Talis gelten sie als Ältere und als Tante und Onkel von Aten und Anubis; am Ende stellt sich jedoch heraus, dass sie Überlebende der Earthlords sind, die sich an den Älteren für die Vernichtung ihrer Rasse rächen wollen und dazu Zwillinge mit silberner und goldener Aura sammeln, um ihre Kräfte nutzen zu können. Sie wollen ein Portal in die Vergangenheit öffnen und die Earthlords zurückholen. Nur die Hexe von Endor ahnte ihre wahre Identität, weshalb sie versuchte, möglichst viel altes Wissen zu zerstören. Sie sammeln Josh und Sophie in der Vergangenheit ein und bringen sie in die moderne Welt, wo sie sie aufziehen und im Glauben lassen, sie seien die Archäologen Sarah und Richard Newman. In Wirklichkeit verschwanden Isis und Osiris immer dann, wenn sie den Zwillingen sagten, sie seien auf archäologischen Forschungsreisen, in ihre Schattenreiche. Sie machen Roger Bacon und danach John Dee unsterblich und nehmen sie in ihre Dienste. Als die Zwillinge mit Dee nach Danu Talis gelangen, empfangen Isis und Osiris sie und bringen sie zur Versammlung der Älteren, um sie als neue Herrscher ausrufen zu lassen. Die Zwillinge wenden sich aber gegen sie, woraufhin die Earthlords sie töten und nach neuen Zwillingen suchen wollen. Da werden sie von Josh durch Clarent und Excalibur getötet. |
| Osiris | Osiris | Band 5 | Isis war in der ägyptischen Mythologie die Tochter des Geb und der Nut, Schwester des Seth und der Nephthys, sowie Schwester und Gemahlin des Osiris. Von diesem empfing sie Horus als Sohn, den sie in der Einsamkeit der Nilsümpfe, versteckt vor dem Gott Seth, zur Welt brachte. Da sie den toten Osiris beklagte, der von Seth getötet wurde, galt sie auch als Göttin der Toten. Osiris ist der ägyptische Gott des Jenseits, der Wiedergeburt und des Nils. Er bildete zusammen mit Horus und Isis die Triade von Abydos. Isis und Osiris herrschen über eine Vielzahl von Schattenreichen, die sie zusammen erschaffen haben. Auf Danu Talis gelten sie als Ältere und als Tante und Onkel von Aten und Anubis; am Ende stellt sich jedoch heraus, dass sie Überlebende der Earthlords sind, die sich an den Älteren für die Vernichtung ihrer Rasse rächen wollen und dazu Zwillinge mit silberner und goldener Aura sammeln, um ihre Kräfte nutzen zu können. Sie wollen ein Portal in die Vergangenheit öffnen und die Earthlords zurückholen. Nur die Hexe von Endor ahnte ihre wahre Identität, weshalb sie versuchte, möglichst viel altes Wissen zu zerstören. Sie sammeln Josh und Sophie in der Vergangenheit ein und bringen sie in die moderne Welt, wo sie sie aufziehen und im Glauben lassen, sie seien die Archäologen Sarah und Richard Newman. In Wirklichkeit verschwanden Isis und Osiris immer dann, wenn sie den Zwillingen sagten, sie seien auf archäologischen Forschungsreisen, in ihre Schattenreiche. Sie machen Roger Bacon und danach John Dee unsterblich und nehmen sie in ihre Dienste. Als die Zwillinge mit Dee nach Danu Talis gelangen, empfangen Isis und Osiris sie und bringen sie zur Versammlung der Älteren, um sie als neue Herrscher ausrufen zu lassen. Die Zwillinge wenden sich aber gegen sie, woraufhin die Earthlords sie töten und nach neuen Zwillingen suchen wollen. Da werden sie von Josh durch Clarent und Excalibur getötet. |

### Ancients
In der Serie kommen weder Ancients vor, noch werden Mitglieder dieser Art irgendwann erwähnt.

### Archons
| Bild                               | Name      | Buch   | Beschreibung |
| ---------------------------------- | --------- | ------ | --- |
| Gehörnte Gottheit auf einem Kessel | Cernunnos | Band 3 | Cernunnos ist eine keltische Gottheit. Sein Name wird als „der Gehörnte“ gedeutet und er wird zumeist als Gott der Natur und der Fruchtbarkeit interpretiert. Er wird allgemein mit dem keltischen „Hirschgott“ in Verbindung gebracht. Er ist der Anführer der Wilden Jagd. Auf seinem schönen Kopf wächst ein Geweih, daher wird er Der Gehörnte Gott genannt. Er ist der Besitzer des Schwertes Clarent, mit dem er sowohl König Artus als auch dessen Sohn Mordred getötet hat. Da er eine Schuld mit einem Älteren begleichen muss, verfolgt er mit der Wilden Jagd Flamel und die Zwillinge. Dabei scheitert er jedoch, sein weiteres Schicksal ist unbekannt. |
| Coatlicue                          | Coatlicue | Band 4 | Coatlicue ist in der Mythologie der Azteken die Erdgöttin. Sie ist die Mutter von Huitzilopochtli, dem Kriegs- und Sonnengott. Sie wird dargestellt als eine Frau, die einen Rock aus sich krümmenden Giftschlangen und ein Halsband aus menschlichen Herzen, Händen und Schädeln trägt. Ihre Füße und Hände sind geschmückt mit Klauen (um Gräber zu graben), ihre Brüste werden als schlaff dargestellt, verursacht durch das Stillen. Sie ist eine Archonin und die Mutter aller Vampire. Einst war sie Wissenschaftlerin und eine Schönheit. Durch Selbstversuche wurde sie hässlich und verrückt. Sie hat Krokodilfüße und zwei Schlangenköpfe und ein Gewand aus zuckenden Schlangen. Da sie die Älteren hasst, versuchte sie einmal, mit ihrer Armee alle zu vernichten. Deshalb wurde sie in ein Schattenreich verbannt. John Dee will sie mit Joshs Hilfe wieder zurückholen, um die Älteren zu vernichten; Aoife stellt sich Coatlicue allerdings in den Weg und zwingt sie zurück in ihr Schattenreich. Einige Zeit später befreit Scathach ihre Schwester daraus, was mit der Archonin passiert, ist unbekannt. |
| Odin und Mimir                     | Mimer     | Band 4 | Mimer ist ein Wesen der nordischen Mythologie, das eine der Quellen unter dem Weltenbaum Yggdrasil hütet. Wissen, Weisheit und Weissagungsgabe Mimirs sind so berühmt, dass selbst Odin eine enge Bindung zu ihm pflegt, um seinen Rat zu erlangen. Er gab Odin uraltes Wissen im Tausch gegen dessen rechtes Auge. |

### Great Elders
| Bild      | Name      | Buch   | Beschreibung |
| --------- | --------- | ------ | --- |
| Benzaiten | Benzaiten | Band 4 | Benzaiten zählt heute zu den Göttern des Shinto bzw. zu den Sieben Glücksgöttern (Shichi Fukujin). Sie entstammt allerdings dem Buddhismus. Genauer gesagt leitet sie sich von der indischen Flussgöttin Sarasvati her, die sowohl im Buddhismus als auch im Hinduismus verehrt wird. Sie ist die Meisterin von Niten, den sie unsterblich machte, nachdem er ihr das Leben gerettet hatte. |
| Thot      | Thot      | Band 5 | Thot ist in der ägyptischen Mythologie der ibisförmige oder paviangestaltige Gott des Mondes, der Magie, der Wissenschaft, der Schreiber, der Weisheit und des Kalenders. In den Pyramidentexten galt Thot als Gott des Westens. Er herrschte einst über Danu Talis, ist der Vater Amenhoteps und der Großvater von Aten und Anubis.                                                        |

### Elders
Achtung: Isis und Osiris sind, wie sich am Ende herausstellt, keine Elders, sondern Earthlords, und werden daher nicht in diesem Abschnitt behandelt!
| Bild              | Name               | Buch   | Beschreibung |
| ----------------- | ------------------ | ------ | --- |
|                   | Abraham der Magier | Band 1 | siehe Abraham der Weise |
|                   | Asteria            | Band 1 | Asteria ist in der griechischen Mythologie die Sternengöttin. Mit Perses hatte sie eine Tochter, Hekate. Sie ist eine Titanin, ist die Frau von Perses und die Mutter von Hekate. |
| Bastet            | Bastet             | Band 1 | Bastet ist die in der ägyptischen Mythologie als Katzengöttin dargestellte Tochter des Sonnengottes Re. Sie wurde als Göttin der Fruchtbarkeit verehrt, die oft als Katze oder Frau mit Katzen- oder Löwenkopf dargestellt wird. Auch: Mafdet, Sekhmet oder Menhit. Die Ältere beherrscht alle Katzen. Ihr Sohn Aten herrschte über Danu Talis; als er gemeinsame Sache mit Marethyu machte, wollte sie zusammen mit ihrem anderen Sohn Anubis die Macht ergreifen. Sie gibt Anubis den Auftrag, die Zwillinge zu töten. Ihr kleiner Bruder ist Horus (Mars Ultor), ihre Nichten sind Morrigan/Badb/Macha, ihr Mann war Amenhotep. Zu Beginn der Geschichte lebt sie in einer unterirdischen ägyptischen Grabkammer in Los Angeles. Sie lässt ihre Katzenarmee auf Hekates Schattenreich los. Beim Angriff auf das Versteck von Palamedes und William Shakespeare in London begleitet sie John Dee und den Archon Cernunnos. Zusammen mit Quetzalcoatl versucht sie, die Monster von Alcatraz nach San Francisco zu bringen und bringt dazu die Spartoi-Krieger mit. Nach der Niederlage fliehen die beiden vor der Rache Tsagaglalals. |
|                   | Black Annis        | Band 1 | Black Annis, auch Black Agnes, ist ein Schreckgespenst der britischen Volkserzählungen, das auf keltischen Ursprung zurückzuführen ist. Sie wütete einst durch Manitoba und wurde von Nicholas Flamel besiegt. Sie befindet sich in den Catskill Mountains. |
|                   | Echidna            | Band 1 | Echidna ist eine Gestalt aus der griechischen Mythologie, die zur Mutter zahlreicher Ungeheuer wurde. Mit Typhon zeugte sie u. a. die Sphinx Sie ist die Mutter der Sphinx. |
| Erichtho          | Erichtho           | Band 1 | Erichtho ist eine thessalische Hexe aus der römischen antiken Literatur. Die Ältere versteckt sich in Thessalien. |
| Hekate            | Hekate             | Band 1 | Hekate ist in der griechischen Mythologie die Göttin der Magie, der Nekromantie, des Spuks, aber auch der Wegkreuzungen, Schwellen und Übergänge und ist die Wächterin der Tore zwischen den Welten. Für sie ist die Dreigestalt charakteristisch: Drei junge schöne Frauen, die entweder Rücken an Rücken stehen oder um einen Polos. Auf Danu Talis lebte sie im ursprünglichen Yggdrasil, umgeben von baumbewohnenden Humani, die sie in der letzten Schlacht unter Anführung von Huitzilopochtli (Mars) zur Unterstützung von Aten aussendete. Durch den Wandel ist sie am Morgen ein junges Mädchen, zu Mittag eine reife Frau und am Abend eine Greisin, deshalb wird sie „Göttin mit den drei Gesichtern“ genannt. Hekate lebt in einem Schattenreich in Kalifornien und ist mit einer Nachbildung des Weltenbaums Yggdrasil verbunden, in dem sie auch wohnt. Sie kann magische Kräfte erwecken und ist mit Scathach verfeindet. Sie hat sich in den Konflikten zwischen Humani und Älteren immer neutral verhalten. Als John Dee Yggdrasil mit dem Schwert Excalibur vereist, stirbt sie mit ihrem Baum. Sie war die Tochter der Titanen Asteria und Perses; Odin war in sie verliebt. |
| Hexe von Endor    | Hexe von Endor     | Band 1 | Die Totenbeschwörerin oder „Hexe“ von Endor ist eine Figur im 1. Buch Samuel der Bibel. Auf den Wunsch Sauls hin beschwor sie den einige Zeit zuvor verstorbenen Propheten Samuel herauf. Sie heißt eigentlich Zephaniah und besitzt (als Dora Witcherly) einen Laden in Ojaj (Vereinigte Staaten). Sie ist die Großmutter von Scathach, die ihr aber nicht sehr freundlich gesinnt ist, da die Hexe sie einst mit Nebukadnezar verheiraten wollte. Einst erledigte sie mit ihrem Bruder Prometheus Aufträge für Abraham den Weisen, dabei erforschte sie auch die verlassene Stadt der Erdfürsten. Als einzige Ältere vermutet sie die wahre Identität von Isis und Osiris, weshalb sie versucht, alle Technologie aus der Vergangenheit zu vernichten (so die Kristallschädel der Archone). Ihr Mann ist Mars Ultor, den sie, als er begann, gegen die Humani zu kämpfen, mit einem Fluch belegte und in den Katakomben von Paris einsperrte. Sie befreit ihn erst wieder, um John Dee zu jagen. Weil sie Chronos ihr Augenlicht für die Gabe der Wahrsagerei geopfert hat, ist sie blind. |
|                   | Mafdet             | Band 1 | siehe Bastet |
|                   | Melampus           | Band 1 | Melampus ist in der griechischen Mythologie ein Sohn von Amythaon und Aglaia oder Eidomene, Bruder des Bias und der Aiolia. Im antiken Griechenland war er als Seher und Arzt berühmt. Er hatte hellseherische Fähigkeiten. |
|                   | Menhit             | Band 1 | siehe Bastet |
|                   | Nocticula          | Band 1 | Eine Nocticula ist im Pen-&-Paper-Rollenspiel Dungeons and Dragons ein Demon Lord. Sie lebt in Österreich. |
| Persephone        | Persephone         | Band 1 | Persephone ist in der griechischen Mythologie eine Toten-, Unterwelt- und Fruchtbarkeitsgöttin. In der römischen Mythologie entspricht ihr die Proserpina. Sie verbrachte viele Jahre in einem Unterwelt-Schattenreich und befindet sich schließlich in Nordkanada. |
|                   | Perses             | Band 1 | Der Titan Perses ist in der griechischen Mythologie der Sohn des Titanen Kreios und der Eurybia. Mit Asteria zeugte er die Göttin Hekate. Er ist ein Titan, ist der Mann von Asteria und der Vater von Hekate. |
|                   | Sekhmet            | Band 1 | siehe Bastet |
| Sibylle           | Sibylle            | Band 1 | Eine Sibylle ist dem Mythos nach eine Prophetin, die im Gegensatz zu anderen göttlich inspirierten Sehern ursprünglich unaufgefordert die Zukunft weissagt. Wie bei vielen anderen Orakeln ergeht die Vorhersage meistens doppeldeutig, teilweise wohl auch in Form eines Rätsels. Sie besitzt hellseherische Fähigkeiten. |
| Sphinx            | Sphinx             | Band 1 | Die Sphinx der griechischen Mythologie war die Tochter des Ungeheuers Typhon und Echidna. Sie galt als Dämon der Zerstörung und des Unheils. Die Sphinx wurde bei den Griechen und Ägyptern als ein geflügelter Löwe mit dem Kopf einer Frau, teilweise auch als Frau mit den Tatzen und Brüsten einer Löwin, einem Schlangenschwanz und Vogelflügeln dargestellt. Sie ist die Tochter von Echidna. Sie bewacht auf Alcatraz die Zellen und hat die Fähigkeit, den Wesen in ihrer Nähe die Kraft der Aura zu entziehen. Perenelle Flamel und Juan Manuel de Ayala schalten sie für eine Weile aus. Billy the Kid tötet sie schließlich, indem er sie mit Kraftspeeren durchbohrt. |
| Themis            | Themis             | Band 1 | Themis ist in der griechischen Mythologie Tochter des Uranos und der Gaia und gehört zum Göttergeschlecht der Titanen. Sie gilt als Göttin der Gerechtigkeit und der Ordnung sowie der Philosophie. Sie besitzt hellseherische Fähigkeiten. |
| Spinne            | Areop-Enap         | Band 2 | Areop-Enap ist eine mythische Figur aus der Schöpfungsgeschichte der nauruischen Religion. Der Legende nach soll Areop-Enap eine große Spinne gewesen sein. Das Geschlecht der Großen Spinne ist unbekannt, Perenelle vermutet, sie sei weiblich – in der deutschen Übersetzung gilt sie durchgehend als weiblich. Sie steht mit den Humani auf gutem Fuß, deshalb wird sie auf Befehl Dees entführt und auf Alcatraz festgehalten. In der Vergangenheit hatte sie mit den Flamels auf Pohnpei einen Kampf. Nachdem Perenelle Flamel die Bannsprüche löst, verbündet sich Areop-Enap mit der Zauberin gegen die Morrigan. Beim Angriff eines von Billy the Kid vergifteten Fliegenschwarms wird die Spinne stark geschwächt und hält auf Alcatraz einen Erholungsschlaf. Als der Karkinos, eine Riesenkrabbe, Areop-Enap fressen will, wacht die Ältere, geweckt durch die Flamels und ihre Verbündete, auf und verschlingt ihn. |
|                   | Ares               | Band 2 | siehe Mars Ultor |
|                   | Brynhildr          | Band 2 | Brynhildr ist eine mythologische Figur aus dem nordischen Sagenkreis. Sie war die Königin der Disir und wurde von Scathach während der Ragnarök-Schlacht getötet. |
|                   | Chronos            | Band 2 | Chronos ist in der griechischen Mythologie der Gott der Zeit. Er versinnbildlicht den Ablauf der Zeit und auch die Lebenszeit. Er wurde im Deutschen teilweise fälschlich als Kronos übersetzt. Er ist der Herr der Zeit und unterstützte mit seinen Fähigkeiten Tammuz, die Hexe von Endor und Abraham den Weisen – teilweise zu hohen Preisen (so verlangte er von der Hexe von Endor ihre Augen, für die Gabe, in die Zukunft sehen zu können). |
| Walküre           | Disir              | Band 2 | Disen sind in der nordischen Mythologie weibliche mythische Wesen, in denen niedere Vegetationsgottheiten vermutet werden. Walküren sind in der nordischen Mythologie weibliche Geisterwesen aus dem Gefolge des Göttervaters Odin. Niccolò Machiavelli heuert drei der nordischen Kriegerinnen, auch Walküren genannt, an, um sie gegen Scathach zu hetzen. Die Kriegerprinzessin ist ihre Todfeindin, weil sie viele ihrer Schwestern vernichtete. Sie sind zu Sonnenaufgang am stärksten; daher greifen sie zu der Zeit das Haus des Grafen von Saint-Germain an, in dem sich Scathach, Nicholas Flamel und die Zwillinge aufhalten. Sie lassen den Drachen Nidhogg los, werden aber schließlich von Sophie, Johanna von Orléans und Flamel besiegt. |
|                   | Mars Ultor         | Band 2 | Mars war ein Gott im antiken Italien, vor allem in Rom. Er wurde später mit dem griechischen Ares gleichgesetzt. In der Gründungslegende Roms ist Mars der Vater der Zwillinge Romulus und Remus und somit Ahnherr der Römer. Huitzilopochtli war in der aztekischen Mythologie der Kriegs- und Sonnengott, seine Mutter war Coatlicue. Nergal ist eine Gottheit der sumerisch-akkadischen, babylonischen und assyrischen Religion. Er ist der Gott der Unterwelt Kurnugia. Horus war ein Hauptgott in der frühen ägyptischen Mythologie. Ursprünglich ein Himmelsgott, war er außerdem Königsgott, ein Welten- oder Lichtgott und Beschützer der Kinder. Als Horus war er der kleine Bruder von Bastet. Er wandte sich jedoch von ihr ab, schloss sich als Huitzilopochtli Hekate an und befreite die versklavten Humani von Danu Talis. Seine Frau ist Zephaniah, die Hexe von Endor. Er hatte zwei Söhne, Romulus und Remus; als er deren Kräfte weckte, wandte sich Romulus gegen Remus. Unter dem Einfluss des Elemente-Schwertes Clarent wurde er zu Mars Ultor, auch bekannt als Ares oder Nergal, und kämpfte gegen die Humani, woraufhin ihn Zephaniah mit einem Fluch belegt, der seine Aura in einen festen Panzer verwandelte. Er lebt in den Katakomben von Paris, zusammen mit seinen Dienern, den Satyrn Phobos und Deimos. Er wirkt auf den ersten Blick wie eine Statue. Er erweckt Josh auf John Dees Aufforderung hin und verleiht ihm sein Wissen um Kriegstechniken. John Dee schließt ihn in Knochenmasse ein, doch Zephaniah befreit ihn schließlich wieder, um ihn auf Dee zu hetzen. Er ist der Cousin von Odin und der Onkel von Hel. |
|                   | Maui               | Band 2 | Māui ist in der Mythologie der Māori Neuseelands ein Halbgott, bewundert und berühmt für seine spektakulären Heldentaten und seine Raffinesse. Er ist ein Meister des Feuers. |
|                   | Nergal             | Band 2 | siehe Mars Ultor |
|                   | Romulus und Remus  | Band 2 | Romulus und Remus waren nach der römischen Mythologie die Gründer der Stadt Rom im Jahre 753 v. Chr. Sie waren nach der Sage die Kinder des Kriegsgottes Mars und der Priesterin Rhea Silvia. Sie sind die Zwillingssöhne von Mars Ultor. Dieser erweckte ihre Kräfte, woraufhin Romulus sich gegen Remus wandte. |
| Vulcanus          | Vulkan             | Band 2 | Vulkan ist der römische Gott des Feuers, der Blitze und der Handwerker, die auf die Kraft des Feuers angewiesen sind (Schmiedegott). Er ist ein Meister des Feuers. |
|                   | Walküren           | Band 2 | siehe Disir |
| Circe             | Circe              | Band 3 | Circe ist eine Zauberin der griechischen Mythologie. Sie ist die Tochter des Sonnengottes Helios und der Okeanide Perse und die Schwester des Königs Aietes von Kolchis und der Pasiphaë. Medea ist ihre Nichte. Sie ist eine mächtige Magierin, die eine Zeit lang Perenelle Flamel ausgebildet hat. |
|                   | Electra            | Band 3 | Electra ist eine Gestalt der Griechischen Mythologie. Sie ist eine der Okeaniden und zeugte zusammen mit ihrem Gemahl Thaumas die Harpyien. Sie ist zudem ebenfalls mit Thaumas als Gemahl die Mutter der Götterbotin Iris. Sie ist die Mutter von Iris. |
| Morpheus und Iris | Iris               | Band 3 | Iris ist eine Gottheit der griechischen Mythologie. Sie ist die Personifikation des Regenbogens und kann nach der physikalischen Vorstellung der Griechen Winde erzeugen. In der Mythologie hat sie meist die Funktion einer Götterbotin, vorzugsweise der Göttin Hera. Sie ist die Tochter des Thaumas und der Elektra und Schwester der Harpyien; von Zephyr ist sie die Mutter des Eros. Sie gab Nicholas Flamel einst magische Regenbogen-Armbänder, die aus ihrer Aura geflochten waren, zum Dank dafür, dass er und Perenelle sie vor ihren Schwestern gerettet hatten. Sie ist die Tochter von Electra. |
|                   | Horus              | Band 3 | siehe Mars Ultor |
| Medea             | Medea              | Band 3 | Medea ist eine Frauengestalt der griechischen Mythologie. Sie ist eine mächtige Magierin, die eine Zeit lang Perenelle Flamel ausgebildet hat. |
| Statue von Nereus | Nereus             | Band 3 | Nereus ist ein Meeresgott der griechischen Mythologie. Mit Doris wurde er Vater der 50 Nereiden. Gemeinsam mit seiner Familie bewohnte er die Ägäis. Er war weise und besaß die Gabe der Prophetie. Der Ältere hat ein Schattenreich in der Nähe des Bermuda-Dreiecks; die Grenzen des Schattenreichs sind jedoch undicht, weshalb manchmal Schiffe hinein- oder Seeungeheuer herausgelangen. 1912 wurde er das letzte Mal in der Welt der Humani gesichtet (mögliche Verbindung zum Untergang der Titanic). Seine 50 Töchter sind die Nereiden. Der Alte Mann aus dem Meer hat den Auftrag, Perenelle Flamel auf Alcatraz zu töten. Nereus verliert bei diesem Auftrag mehrere seiner Kraken-Beine. Er übergibt John Dee den Lotan, um ihn auf San Francisco loszulassen. Im Kampf mit Black Hawk wird er schließlich von diesem getötet. |
| Agni              | Agni               | Band 4 | Agni ist im Hinduismus die Feuerform des Göttlichen und ist einer der wichtigsten Götter der Vedischen Religion. Er ist ein Meister des Feuers. |
|                   | Akhenaten          | Band 4 | siehe Aten |
| Pharaoh Echnaton  | Aten               | Band 4 | Aten war eine altägyptische Gottheit, die in ihrer Erscheinung als Sonnenscheibe verehrt wurde. Unter der Herrschaft des Königs (Pharao) Akhenaten stieg Aton in seiner Funktion als Sonnengott zum obersten göttlichen Wesen als Weiterentwicklung des Re auf. Akhenaten war ein altägyptischer König (Pharao) der 18. Dynastie (Neues Reich) und Sohn von Amenophis III. und Königin Teje. Er setzte auf eine streng nach innen gerichtete Politik und reformierte die Kunst. Seine Regentschaft wird verschieden datiert: ca. 1351–1334 v. Chr., 1340–1324 v. Chr. oder 1353–1336 v. Chr. Er folgte seinem Vater Amenhotep auf dem Thron von Danu Talis nach und zeigte sich dabei den Humani freundlich gesinnt. Seine Mutter Bastet und sein Bruder Anubis intrigierten gegen ihn und ließen ihn, nachdem er Marethyu freigelassen hatte, als Verräter verhaften. Die Humani forderten seine Freilassung. Im finalen Kampf wollte der Gefängnisvorsteher Ard-Greimne ihn töten, doch Scathach rettete ihn. Aten ist ein guter Freund von Quetzalcoatl. Zusammen mit diesem vernichtete er einst in Ägypten, wo er lange Zeit als Akhenaten tyrannisch herrschte, eine ganze Lebensform. Deshalb verschwand sein Name fast ganz aus den historischen Aufzeichnungen. Sein Sohn Tutanchamun hatte eine goldene Aura. Aten ist der Meister von Niccolò Machiavelli. |
| Eris              | Eris               | Band 4 | Eris ist in der griechischen Mythologie die Göttin der Zwietracht und des Streites. Sie gilt manchmal auch als Schwester des Ares. Sie ist eine Dunkle Ältere, deren Kräfte jedoch geschwächt sind. Einst verursachte sie den Trojanischen Krieg, weil sie keine Einladung zur Hochzeit erhalten hatte. Sie hat ein Apartment in Haight-Ashbury und verbringt ihre Zeit mit Häkeln. |
|                   | Kronos             | Band 4 | siehe Chronos |
|                   | Kukulkan           | Band 4 | siehe Quetzalcoatl |
| Odin als Wanderer | Odin               | Band 4 | Odin ist der Hauptgott in der nordischen Mythologie der eddischen Dichtung. Dort fungiert er als Göttervater, Kriegs- und Totengott, als ein Gott der Dichtung und Runen, der Magie und Ekstase mit deutlich dämonisch-schamanistischen Zügen. Der Ältere opferte sein rechtes Auge, um vom Archon Mimer altes Wissen zu erhalten. Er liebte Hekate. Er hat zwei Raben, Huginn und Muninn, und zwei Wölfe, Geri und Freki. Mars Ultor ist sein Cousin. Odin will sich an Hekates Mörder John Dee rächen. Als er diesen in London nicht aufhalten kann, verbündet er sich mit seiner Nichte Hel. Wieder entwischt Dee ihm; zusammen mit Mars, Hel, Areop-Enap, Billy the Kid, Black Hawk, Niccolò Machiavelli und den Flamels kämpft er dann auf Alcatraz gegen die Monster. Um die anderen zu retten, schießt er seine gesamte Aura und die von Hel durch seine rechte Augenhöhle und vernichtet damit die Anpu und Monokerata völlig. Anschließend löst er sich in Staub auf. |
|                   | Pele               | Band 4 | Pele ist nach hawaiischem Glauben eine Feuer- und Vulkangöttin. Sie ist eine Meisterin des Feuers. |
| Prometheus        | Prometheus         | Band 4 | Prometheus ist in der griechischen Mythologie der Freund und Kulturstifter der Menschheit. Oft wird er auch als Schöpfer der Menschen und Tiere bezeichnet. Er ist der Bruder von Zephaniah, der Hexe von Endor, und der Großonkel von Scathach und Aoife. Zusammen mit Zephaniah wurde er einst von Abraham dem Weisen in die verfallene namenlose Stadt der Archone (wahrscheinlich wurde sie aber schon für die noch früheren Erdfürsten gebaut) geschickt, um dort eine Bibliothek zu suchen. Dabei entdeckte er Figuren aus Ton, die er mit seiner Aura zum Leben erweckte. Somit wurde er zum Schöpfer der Urmenschen (darunter Tsagaglalal und Gilgamesch). Der Graf von Saint-Germain hatte die Macht über das Feuer von ihm gestohlen; Prometheus ist der „Feuerfürst“. Sein Schattenreich Hades befindet sich auf der Halbinsel Point Reyes. Prometheus rettete im Auftrag von Abraham Marethyus Krieger (Scathach, Johanna von Orléans, den Grafen von Saint-Germain, Palamedes, William Shakespeare) aus dem Vulkan-Gefängnis von Danu Talis und brachte sie zu Abraham. Anschließend flog er sie zum Yggdrasil, von wo aus sie alle zusammen mit den Kriegern von Hekate und Huitzilopochtli zum finalen Kampf aufbrechen. Der Ältere kämpft am Ende auf der Sonnenpyramide, um die Zwillinge zu schützen. Prometheus nimmt die Flamels, die Zwillinge, Aoife und Niten bei sich auf und bringt Josh die Feuermagie bei. Nachdem Josh, Sophie, Aoife und Niten zu John Dee in die Stadt gefahren sind, hilft er den Flamels mit seiner Aura, Josh über einen Kristallschädel der Archone zu beobachten. Da er dabei viel Kraft verliert, löst sich sein Schattenreich daraufhin auf. In San Francisco kämpft er mit Niten und den Flamels gegen den Lotan und anschließend mit Niten gegen die Spartoi-Krieger. Dabei stirbt er; als Tsagaglalal ihn mit ihrer Aura wiederbelebt, lehnt er das Geschenk ab und verlangt, dass Niten das Leben gegeben wird. |
| Quetzalcoatl      | Quetzalcoatl       | Band 4 | Quetzalcoatl/Kukulkan ist eine Gottheit mehrerer mesoamerikanischer Kulturen, darunter der Tolteken, der Azteken und der Maya. Er war die „gefiederte Schlange“, Gott der Auferstehung und der Reinkarnation. Auch: Kukulkan. Er besitzt einen gefiederten Schlangenschwanz, deshalb wird er auch Die Gefiederte Schlange (im Original: The Feathered Serpent) genannt. Sein Zwillingsbruder Xolotl sieht ihm durch den Wandel nicht mehr ähnlich, aber er unterstützt ihn. Auf Danu Talis nahm Quetzalcoatl einen magischen silbernen Spiegel an sich, mit dessen Hilfe er Geschehnisse an beliebigen Orten der Welt beobachten kann, wenn er den Spiegel mit seinem eigenen Blut benetzt (eine Anspielung auf Tezcatlipoca). Aten rettete Quetzalcoatl beim Untergang von Danu Talis das Leben. Er ist der Meister von Billy the Kid und Black Hawk. Nach ihrem Versagen im Kampf gegen Perenelle Flamel verschont Quetzalcoatl Niccolò Machiavelli und Billy the Kid; er gibt ihnen den Auftrag, die Monster von Alcatraz zu befreien. Schließlich greift er selbst zusammen mit Bastet ein; die beiden schicken die Spartoi-Krieger aus. Nach der Niederlage fliehen sie vor der Rache Tsagaglalals. |
| Dumuzi            | Tammuz             | Band 4 | Tammuz ist ein babylonischer und assyrischer Hirtengott. Er gilt als der Gemahl oder Geliebte von Ištar. Er wird oft mit dem sumerischen Dumuzi gleichgesetzt. Der Grüne Mann ist der Meister von Palamedes. Er weiß vom bevorstehenden Weltuntergang und will deshalb seine Geschöpfe, die Waldgeister (Nymphen, Dryaden und Hamadryaden), aus dem Sherwood Forest in sein Schattenreich, den Hain von Eridhu, führen. Er ist mit dem Grafen von Saint-Germain verfeindet, weil dieser 1908 in Russland einen Wald von Tammuz niedergebrannt hat. Er hat unsterbliche Humani-Ritter wie Palamedes (genannt: Die Grünen Ritter) in verschiedene Schattenreiche geschickt, um verlorene Menschen zurückzuholen. Von Chronos, dem Meister der Zeit, hat er gelernt, wie er Einfluss auf die Zeit nehmen kann. Seine Frau war Inanna. Unter dem Einfluss von Marethyu schickt er den Grafen von Saint-Germain, Palamedes und William Shakespeare in Marethyus Schattenreich. |
|                   | Zephaniah          | Band 4 | siehe Hexe von Endor |
| Unbekannt         | Abraham der Weise  | Band 5 | In den Bänden 1–4 hieß er Abraham der Magier (im Original: Abraham the Mage). Er lebte im kristallenen Turm des Königs auf der Halbinsel Tor Ri bei Danu Talis, wo er das Schicksal der Welten untersuchte. Mit dem Wandel verhärtete sich seine Aura und er verwandelte sich in eine goldene Statue, weshalb er zuvor all sein Wissen im Codex niederschrieb. Seine Verbündeten waren Prometheus, die Hexe von Endor, Gilgamesch und Chronos, mit dem er die Stränge der Zeit erforschte. Seine Frau war Tsagaglalal. In seinem Auftrag bringt Marethyu Scathach, Johanna von Orléans, Palamedes, William Shakespeare und den Grafen von Saint-Germain nach Danu Talis. Abraham sieht alles, was geschehen wird, voraus. Er spricht die Prophezeiung über die Zwillinge aus. Er verschickt an Mars, Prometheus, Hel, Odin, Niten, Black Hawk, Nicholas und Perenelle Flamel, Virginia Dare und Sophie und Josh smaragdene Steintafeln, auf denen er ihnen Ratschläge und Informationen zu ihrem Schicksal gibt. Nachdem Abraham den Codex Tsagaglalal übergeben hat, stürzt sein Turm bei einem Erdbeben ein und reißt ihn mit ins Meer. |
| Amenhotep III.    | Amenhotep          | Band 5 | Amenhotep war der neunte altägyptische König (Pharao) der 18. Dynastie (Neues Reich), welcher von etwa 1388 bis um 1351 v. Chr. regierte. Er herrschte einst über Danu Talis. Er war der Sohn des Großen Älteren Thot und der Vater von Aten und Anubis. Seine Frau war Bastet. |
| Anubis            | Anubis             | Band 5 | Anubis ist der altägyptische Gott der Totenriten. Er ist in Gleichsetzung auch die Erscheinungsform des Horus und des Osiris. Er erschuf die Anpu und wird ihnen durch den Wandel immer ähnlicher. Er hält seinen Bruder Aten für regierungsunfähig und will dessen Platz einnehmen, weshalb er sich mit seiner Mutter Bastet gegen ihn verschwört. Er nimmt Aten schließlich gefangen. Bei der Versammlung der Älteren möchte er sich als nächsten Herrscher ausrufen lassen, weshalb er auch Berserker schickt, um die Zwillinge aus dem Weg zu räumen. Was nach dem Fall von Danu Talis aus ihm wird, ist unbekannt. |
| Hel               | Hel                | Band 5 | Hel ist in der nordischen Mythologie der Name sowohl der Unterwelt als auch der ihrer Herrscherin. Die Ältere war einst schön und lebte in einem kunstvollen Schattenreich aus Metall, Niflheim. Als John Dee den Weltenbaum Yggdrasil tötete, wurde ihre Welt zerstört und sie verwandelte sich in ein hässliches hundeähnliches Wesen. Sie schickt die Torbalan auf die Spur von Dee und verbündet sich mit ihrem Onkel Odin, um Dee zu töten. Mars Ultor ist ebenfalls ihr Onkel. Hel kämpft an der Seite von Odin, Mars, Areop-Enap, Niccolò Machiavelli, Billy the Kid, Black Hawk und den Flamels gegen die Monster von Alcatraz. Am Ende gibt sie Odin ihre gesamte Aura, um die Anpu und Monokerata zu vernichten. Mit ihrem Onkel löst sie sich daraufhin in Staub auf. |
|                   | Ard-Greimne        | Band 6 | Ard-Greimne ist in der keltischen Mythologie der Vater von Scáthach. Er ist der Vater von Scathach und Aoife. Auf Danu Talis gehörte er zu den Dunklen Älteren und war der Gefängnisaufseher. Als die Humani die Freilassung von Aten forderten, will Ard-Greimne sie töten lassen; als das misslingt, will er Aten töten, doch dieser wird von Scathach gerettet. Daraufhin taucht der Ältere unter. |
|                   | Huitzilopochtli    | Band 6 | siehe Mars Ultor |
| Inanna            | Inanna             | Band 6 | Inanna war eine der großen sumerischen Göttinnen. Als ihr Gemahl erscheint meist Dumuzi. Die Ältere war den Humani freundlich gesinnt und kämpfte auf Danu Talis gegen die Dunklen Älteren. Sie war die Frau von Tammuz. |
| Janus             | Janus              | Band 6 | Janus war der römische Gott des Anfangs und des Endes. Er gehört zu den ältesten römischen Göttern und zur ursprünglichen römischen Mythologie. Die frühesten Abbildungen von Janus zeigen ihn mit einem Doppelgesicht, vorwärts und rückwärts blickend. Vierköpfig erscheint er auf Münzen Hadrians. Der Ältere bekam durch den Wandel vier Gesichter. Auf der Ratsversammlung der Älteren ist er Wortführer. |
|                   | Macanduc           | Band 6 | Macanduc ist ein Kriegsgott aus der philippinischen Mythologie. Der Krieger befindet sich in Wyoming und will mit Khutulun und Ynaguinid nach San Francisco fahren, um die Flamels zu unterstützen. |
|                   | Pyrgomache         | Band 6 | Der Ältere will mit Zenobia nach San Francisco fahren, um die Flamels zu unterstützen. |
|                   | Ruaumoko           | Band 6 | Ruaumoko ist in der Mythologie der Māori ein noch ungeborener Sohn von Rangi und Papa. Seine Kindsbewegungen verursachen Erdbeben. Der Ältere kann Erdbeben bewirken. Er hatte einmal Streit mit Aoife und ist seitdem in einem Schattenreich gefangen. |
| Xolotl            | Xolotl             | Band 6 | Xolotl war sowohl in der aztekischen Götterwelt als auch in der toltekischen der dunkle Zwillingsbruder Quetzalcoatls. Xolotl und Quetzalcoatl waren die Söhne der Jungfrau Coatlicue. Zuweilen wurde Xolotl mit Xocotl gleichgesetzt, dem Herrn der Sterne und des Feuers. Er ist der Zwillingsbruder von Quetzalcoatl und ein Meister des Feuers. Durch den Wandel wurde der Ältere zu einem Skelett. Im Auftrag seines Bruders soll er die Monster von Alcatraz an Land schaffen, er wird aber daran gehindert und schließlich von Billy the Kid an den Karkinos verfüttert. |
|                   | Ynaguinid          | Band 6 | Ynaguinid ist ein Kriegsgott aus der philippinischen Mythologie. Der Krieger befindet sich in Wyoming und will mit Khutulun und Macanduc nach San Francisco fahren, um die Flamels zu unterstützen. |
|                   | Crom Cruach        | LS 2   | Crom Cruach ist ein Gott der Unterwelt und des Todes in der irischen Mythologie. Er gilt als Hauptidol von Irland. In der Vita des Heiligen Patrick von Irland wird er in dieser Funktion genannt. Er ist ein Monster und machte Cuchulain unsterblich, der ihm dafür tausend Jahre dienen musste. Als Strafe dafür bringt Scathach mit Billy the Kid die Büchse der Pandora in sein Schattenreich, das Tir na nOg. |

### Next Generation
| Bild  | Name     | Buch   | Beschreibung |
| ----- | -------- | ------ | --- |
|       | Morrigan | Band 1 | Die Morrigan ist eine Figur aus der irischen Mythologie und gilt zusammen mit Macha/Nemain und Badb/Fea als eine von drei Schwestern, Töchtern der Ernmas und Enkelinnen von Bresal. Sie gehört zu den Túatha Dé Danann und erscheint als schöne junge Frau sowie als hässliche Alte und wie ihre Schwester Badb auch in Gestalt einer Krähe oder eines Raben. Die Krähengöttin lebt in einem Horst auf dem San Bernardino und kann Krähen kontrollieren. Sie verführte John Dee einst, Flamel den Codex zu stehlen und brachte ihn zu seinen zukünftigen Meistern. Sie hat ihre zwei Schwestern Badb und Macha durch Magie bezwungen, sodass sie in ihrem Körper weiterleben, aber keine Kontrolle darüber haben. Sie versucht zunächst, die Flucht von Nicholas Flamel und den Zwillingen zu stoppen und soll dann Perenelle auf Alcatraz töten. Dabei wird sie aber derart geschwächt, dass ihre Schwestern den Körper wieder unter Kontrolle bringen. Erst als Badb/Macha versehentlich durch Billy the Kid tödlich verwundet werden, kommt sie wieder zum Vorschein und versöhnt sich vor ihrem Tod mit ihren Schwestern und Perenelle. Sie ist die Nichte von Bastet. |
|       | Scathach | Band 1 | Scáthach ist eine Sagenfigur aus der keltischen Mythologie und war Kriegerprinzessin und Lehrmeisterin der Kampfkunst im Land der Schatten, einem Anderwelt-Königreich. Ihr berühmtester Schüler war Cuchulain, der Hauptheld von Ulster. Die alte Kriegerprinzessin stammt aus einem Vampirclan, trinkt aber kein Blut. Sie lebte 2517 Jahre in der Welt der Humani und 7000 weitere Jahre in verschiedenen Schattenreichen. Sie und ihre Schwester Aoife waren die ersten Kinder der Älteren, die nach dem Fall von Danu Talis geboren wurden, und gehören daher der Nächsten Generation an. Ihre Eltern waren darüber erbittert und bevorzugten stets den Sohn, der noch auf Danu Talis geboren wurde. Sie rettete Johanna von Orléans vor dem Scheiterhaufen und machte sie mit ihrem eigenen Blut unsterblich. Sie befreite Nicholas Flamel aus dem Lubjanka-Gefängnis. Zusammen mit ihm kämpfte sie gegen den Dämon Fomor. Als sie im Verlies von An Chaor-Thanach gefangen war, rettete der Alchemyst sie. Scathach war in Cuchulain verliebt, der sie aber für eine Verräterin hält, nachdem sie den Totgeglaubten auf dem Schlachtfeld zurückließ, und sie töten will – daraufhin tötet sie ihn. Sie wird von Nicholas Flamel zum Schutz der Zwillinge angeworben. In Paris wird sie im Kampf gegen Dagon von ihnen getrennt; beim Benutzen der Kraftlinie vom Point Zéro gerät sie in ein Schattenreich von Marethyu. Dieser führt sie, Palamedes, William Shakespeare, den Grafen von Saint-Germain und Johanna von Orléans durch die Tore der Zeit nach Danu Talis, damit die Insel untergehen kann. Dort begegnet sie auch ihrem zukünftigen Vater und rettet Aten. Nach ihrer Rückkehr in die Gegenwart befreit sie ihre Schwester aus dem Schattenreich von Coatlicue und ist anschließend Trauzeugin von Aoife und Niten. Scathachs Vater ist Ard-Greimne, ihr Großonkel ist Prometheus, die Hexe von Endor ist ihre Großmutter, Mars Ultor ihr Großvater. |
|       | Badb     | Band 3 | Badb ist eine Gestalt der mittelalterlichen irischen Sagenwelt. Im Lebor Gabala Eirenn wird sie als Mitglied der Tuatha de Danann genannt. Sie gilt als Schwester der Macha und der Morrígan. Wie ihre beiden Schwestern erscheint auch Badb als dreifache Göttin oder in dreifacher Gestalt („Triade der Kriegsgöttinnen“). Die Schwester der Morrigan und der Macha teilte sich ursprünglich den Körper mit ihren Schwestern, sodass jede der drei Göttinnen für eine bestimmte Zeit über den Körper verfügen konnte. Nachdem es der Morrigan gelungen war, ihre Schwestern im Körper gefangen zu halten, kamen diese erst wieder frei, als Perenelle Flamel die Krähengöttin schwächt. Sie erweist sich als Helferin Perenelles und stirbt mit ihren Schwestern, als sie sich schützend vor Perenelle wirft, nach der Billy the Kid versehentlich einen Kraftspeer geworfen hatte. |
| Macha | Macha    | Band 3 | Macha ist im Ulster-Zyklus der Irischen Mythologie der Name mehrerer Landes-Gottheiten und auch Sagengestalten. Als Göttin ist sie ein Teil der Trinität Morrígan, zusammen mit Badb und Nemain, die in verschiedenen Mythen als Wäscherin an der Furt, Schlachtenkrähe und weiblicher Kämpfer mit Streitwagen auftreten. Die Schwester der Morrigan und der Badb teilte sich ursprünglich den Körper mit ihren Schwestern, sodass jede der drei Göttinnen für eine bestimmte Zeit über den Körper verfügen konnte. Nachdem es der Morrigan gelungen war, ihre Schwestern im Körper gefangen zu halten, kamen diese erst wieder frei, als Perenelle Flamel die Krähengöttin schwächt. Sie erweist sich als Helferin Perenelles und stirbt mit ihren Schwestern, als sie sich schützend vor Perenelle wirft, nach der Billy the Kid versehentlich einen Kraftspeer geworfen hatte. |
|       | Aoife    | Band 4 | Aoife ist eine Sagengestalt der Irischen Mythologie, die wahrscheinlich auf eine keltische Gottheit zurückzuführen ist. In einer Überlieferung ist sie eine Tochter Manannans, Schwester der Aobh und Gattin Lirs. Eine andere Erzählung nennt sie eine Kriegerkönigin in Alba (Schottland), mit der Cú Chulainn sich im Zweikampf messen muss. Sie ist die Zwillingsschwester von Scathach; die beiden waren die ersten Kinder der Älteren, die nach dem Fall von Danu Talis geboren wurden, und gehören daher der Nächsten Generation an. Ihre Eltern waren darüber erbittert und bevorzugten stets den Sohn, der noch auf Danu Talis geboren wurde. Einst kämpfte sie mit Scathach um Cuchulain, woraufhin sich die Schwestern trennten. Aoifes Begleiter ist Niten. Als sie spürt, dass ihre Schwester aus dieser Welt verschwindet, sucht sie die Zwillinge auf. Im Kampf mit der Archonin Coatlicue verschwindet sie in ein fernes Schattenreich. Scathach befreit sie schließlich und ist Aoifes Trauzeugin bei der Hochzeit mit Niten. |

### Humani
| Bild                            | Name                   | Buch   | Beschreibung |
| ------------------------------- | ---------------------- | ------ | --- |
| Lord Byron                      | Byron, Lord            | Band 1 | Lord Byron (* 22. Januar 1788 in London; † 19. April 1824 in Messolongi, Griechenland) war ein britischer Dichter, Enkel von John Byron, einem Südseeforscher und britischen Admiral. Er besuchte John Dee im Winter 1816 in seinem Schloss in der Schweiz, zusammen mit Mary Shelley, Percy Bysshe Shelley und Dr. Polidori. |
| Porträt von John Dee            | Dee, John              | Band 1 | John Dee (* 13. Juli 1527 in London; † 1608 in Mortlake-Surrey) war ein bekannter englischer Mathematiker, Astronom, Astrologe, Geograph, Mystiker und Berater der Königin Elisabeth I. Er widmete einen Großteil seines Lebens auch der Alchemie, Wahrsagung und hermetischen Philosophie. Der Unsterbliche war einst der beste Schüler Flamels, er wurde von diesem aber fortgejagt, nachdem er versucht hatte, den Codex zu stehlen. Dazu hatte ihn die Morrigan angestiftet, die ihm ewiges Leben und Macht versprach. Er nahm dann die Stelle von Roger Bacon als Agent der Dunklen Älteren ein, seine Meister sind Isis und Osiris. Es gelingt ihm, Nicholas Flamel den Großteil des Codex zu stehlen und Perenelle Flamel zu entführen. Nach einer Reihe von Fehlschlägen bei seinen Aufträgen wird er von seinen Meistern für utlaga (vogelfrei) erklärt und ist auf der Flucht. Es gelingt ihm, Virginia Dare und den goldenen Zwilling Josh auf seine Seite zu ziehen. Er vereinigt alle vier Kraftschwerter (Excalibur, Clarent, Joyeuse, Durendal). Dee versucht, das Ältere Geschlecht zu vernichten und selbst die Herrschaft über alle Welten zu übernehmen. Er wird aber von seinen Meistern aufgehalten und zu einem Greis gemacht; Marethyu rettet ihn. Abraham nimmt von Dee den Codex zurück. Als Dee Virginia Dare, die für die versklavten Humani auf Danu Talis kämpft, mit seiner Aura gegen die Gefängniswachen der Insel unterstützt, stirbt er. Er ist die Titelfigur von Band 2, The Magician. |
| Nicolas Flamel                  | Flamel, Nicholas       | Band 1 | Nicholas Flamel (* wahrscheinlich 1330 in Pontoise; † um 1413 in Paris, traditionell aber 1418) war ein erfolgreicher französischer Schreiber, Schriftsteller, Handschriften- und möglicherweise Immobilienhändler, der posthum als Alchemist Berühmtheit erlangte. Der Legende zufolge soll er den Stein der Weisen gefunden und die Unsterblichkeit erlangt haben. Er ist am Anfang der Buchserie als Buchhändler Nick Fleming in San Francisco tätig und hat vor langer Zeit im Codex das Geheimnis des ewigen Lebens entdeckt. Der Codex wurde ihm von Marethyu übergeben, der ihm auch erklärte, was er damit machen sollte. Mit seiner Frau Perenelle behütete er den Codex und hielt Ausschau nach den legendären Zwillingen, immer auf der Flucht vor den Dunklen Älteren und deren Agenten. Im Lauf der Zeit fand er mehrere Zwillingspaare, die jedoch allesamt die falschen waren. Als er in Moskau als Spion erschossen werden sollte, befreite ihn Scathach aus dem Lubjanka-Gefängnis. Zusammen mit ihr kämpfte er gegen den Dämon Fomor. Als Scathach im Verlies von An Chaor-Thanach gefangen war, rettete der Alchemyst sie. Die Rusalka, die einst Sankt Petersburg terrorisierten, trieb er alleine zurück. Er bezwang Black Annis in Manitoba und die Nachthexe mit ihrer Armee der Untoten. Als Josh Newman bei ihm für einen Sommerjob im Buchladen anfragt, weiß er, dass er den goldenen Zwilling gefunden hat. Nach dem Diebstahl des Codex durch John Dee altert Flamel und wird immer schwächer. Mit den Zwillingen und wechselnden Verbündeten flieht er durch Amerika und Europa, bis Josh und Sophie in die Vergangenheit nach Danu Talis reisen. Mit seiner Frau und weiteren Verbündeten kämpft er gegen die Monster von Alcatraz und rettet somit San Francisco vor der Zerstörung. Als er und seine Frau dem Tod nahe sind, bringt Marethyu sie nach Paris, wo Perenelle beerdigt werden möchte. Er ist die Titelfigur von Band 1, The Alchemyst. |
| Nicholas und Perenelle Flamel   | Flamel, Perenelle      | Band 1 | Perenelle Delamere Flamel (* 1320 oder 1340; † um 1400) gilt als großzügige Wohltäterin, die ihren Reichtum in Kirchen und Herbergen investierte. Sie war die Frau von Nicolas Flamel. Sie ist anfangs als Perry Fleming bekannt, Frau von Nick, und in Wirklichkeit eine Zauberin, die wie ihr Mann Unsterblichkeit erlangt hat. Ihr ursprünglicher Name ist Perenelle Delamere, sie ist in Quimper aufgewachsen. Sie ist die siebte Tochter einer siebten Tochter und hat deshalb die Fähigkeit, die Geister der Verstorbenen zu sehen und zu hören. Ihre Großmutter stellte sie Marethyu vor, der ihr ihre Zukunft voraussagte. Sie heiratete einen niederen Adligen und war nach dessen Tod eine wohlhabende Witwe. Auf den Märkten hinter der Kathedrale Notre-Dame de Paris verdiente sie als Wahrsagerin unter dem Namen Chatte Noire („Schwarze Katze“) ihren Lebensunterhalt. Dort lernte sie Nicholas Flamel kennen, den sie bald heiratete. Sie beherrscht die Magie besser als ihr Mann, da sie Schülerin Circes, Medeas und der Hexe von Endor war. Auf Sizilien kämpfte sie vor dreihundert Jahren gegen Niccolò Machiavelli; dabei wurden so viele Energien freigesetzt, dass der Ätna ausbrach. John Dee entführt sie und lässt sie auf Alcatraz einsperren, aber sie ist zu mächtig und kann entkommen. Wie Marethyu prophezeit hatte, schenkt sie ihrem Mann einen Tag ihres eigenen Lebens, sodass beiden am Ende noch ein Tag zu leben bleibt. Die Flamels kämpfen erfolgreich gegen die Monster von Alcatraz und werden, dem Tod nahe, von Marethyu nach Paris gebracht, wo Perenelle beerdigt werden möchte. Sie ist die Titelfigur von Band 3, The Sorceress. |
| Dr. Polidori                    | Polidori, Dr.          | Band 1 | Dr. Polidori (* 7. September 1795 in London; † 24. August 1821 ebenda) war ein englischer Schriftsteller sowie Leibarzt und Reisebegleiter des Dichters Lord Byron. Er besuchte John Dee im Winter 1816 in seinem Schloss in der Schweiz, zusammen mit Lord Byron, Mary Shelley und Percy Bysshe Shelley. |
| Mary Shelley                    | Shelley, Mary          | Band 1 | Mary Shelley (* 30. August 1797 in London, England; † 1. Februar 1851 ebenda) war eine britische Schriftstellerin des frühen 19. Jahrhunderts. Sie ist als Autorin von Frankenstein oder Der moderne Prometheus (1818) in die Literaturgeschichte eingegangen. Sie besuchte John Dee im Winter 1816 in seinem Schloss in der Schweiz, zusammen mit ihrem Mann Percy Bysshe Shelley, Lord Byron und Dr. Polidori. Dee erzählte ihr dort die Geschichte vom Roten Golem von Prag, die sie sich zum Vorbild für ihren Roman Frankenstein nahm. |
| Percy Bysshe Shelley            | Shelley, Percy Bysshe  | Band 1 | Percy Bysshe Shelley (* 4. August 1792 in Field Place, Sussex; † 8. Juli 1822 im Meer bei Viareggio in der italienischen Provinz Toskana) war ein britischer Schriftsteller der Romantik. Er besuchte John Dee im Winter 1816 in seinem Schloss in der Schweiz, zusammen mit seiner Frau Mary Shelley, Lord Byron und Dr. Polidori. |
| König Artus                     | Artus                  | Band 2 | König Artus ist eine Sagengestalt, die in vielen literarischen Werken des europäischen Mittelalters in unterschiedlichem Kontext und unterschiedlicher Bedeutung auftaucht. Sein Herrschaftsgebiet wird in Britannien verortet. Der König kam durch Scathach auf den Thron. Gilgamesch schloss ihn ins Herz und behandelte ihn wie einen Sohn. Er wurde schließlich zusammen mit Mordred von Cernunnos mit dem Schwert des Verräters, Clarent, getötet. |
|                                 | Ayala, Juan Manuel de  | Band 2 | Juan Manuel de Ayala (* 28. Dezember 1745; † 30. Dezember 1797) war Offizier der spanischen Flotte in Neu-Spanien. Er spielte eine wichtige Rolle bei der Eroberung von Kalifornien, seit er als erster Europäer die Bucht von San Francisco erschloss. Er war der Entdecker von Alcatraz und lebte nach seinem Tod auf der Insel als Poltergeist weiter, da er sich in Alcatraz „verliebt“ hatte. Da ihm die Verwendung seiner geliebten Insel als Gefängnis missfällt, unterstützt er Perenelle und Areop-Enap bei ihrer Flucht und überwacht die weiteren Ereignisse. |
|                                 | Francis                | Band 2 | siehe Graf von Saint-Germain |
| Der Graf von Saint-Germain      | Graf von Saint-Germain | Band 2 | Der Graf von Saint Germain (* unbekannt; † 27. Februar 1784 in Eckernförde) war ein Abenteurer, Geheimagent, Alchemist, Okkultist und Komponist. Er heißt Francis und war ein Schüler Flamels. Der Unsterbliche ist ein Meister des Feuers; diese Kunst hat er von Prometheus „gestohlen“, Marethyu bildete ihn aus. In Russland brannte er 1908 einen Wald von Tammuz nieder, weshalb er mit ihm verfeindet ist. Er hat sich als Rockmusiker einen Namen gemacht, mit fünf Nummer-1-Hits in den USA. Es ist nicht bekannt, wie er unsterblich wurde. Er war zur Zeit des Zweiten Weltkriegs Teil der Pariser Widerstandsbewegung. Dort traf er auch Johanna von Orléans wieder, die er 1849 in Sacramento kennengelernt hatte, ohne jedoch von ihrer Unsterblichkeit zu wissen. Sie trafen sich im Laufe der Zeit immer wieder. Anfangs vertrugen sich die beiden nicht, aber schließlich heirateten sie auf Hawaii. Francis wird von der Hexe von Endor kontaktiert, um Flamel in Paris zu helfen. Er nimmt den Alchemysten und die Zwillinge in seinem Haus auf und bildet Sophie in der Feuermagie aus. Vor der Kathedrale von Notre-Dame kämpft er mit den anderen gegen die von Dee und Machiavelli kontrollierten Wasserspeier. Er benachrichtigt Palamedes vom Eintreffen Flamels und der Zwillinge in London. Als Johanna vermeintlich in die Vergangenheit verschwindet, lässt er sich von Tammuz zu ihr versetzen. Marethyu führt ihn, Palamedes, William Shakespeare, Scathach und Johanna von Orléans durch die Tore der Zeit nach Danu Talis, damit die Insel untergehen kann. Dabei findet er Inspiration für ein Musikstück namens Armageddon. Er kämpft auf der Sonnenpyramide, um die Zwillinge zu schützen. |
|                                 | Johanna von Orléans    | Band 2 | Johanna von Orléans (* 6. Januar 1412 in Domrémy, Lothringen; † 30. Mai 1431 in Rouen) ist eine französische Nationalheldin und Heilige der katholischen und der anglikanischen Kirche. Sie ist neben Sophie eine der Wenigen mit silberner Aura. Als sie einst in Rouen hingerichtet werden sollte, drang Scathach in die Stadt ein und befreite sie; dabei wurde Johanna verwundet, weshalb Scathach sie mit ihrem Vampirblut heilte und dabei unsterblich machte. Sie war zur Zeit des Zweiten Weltkriegs Teil der Pariser Widerstandsbewegung, wo sie auch den Grafen von Saint-Germain wiedertraf. Der Graf und Johanna trafen sich zum ersten Mal 1849 in Sacramento. Anfangs vertrugen sich die beiden nicht, trafen sich aber im Laufe der Zeit immer wieder und waren dann seit Ende des Zweiten Weltkrieges unzertrennlich und heirateten schließlich auf Hawaii. Als Johanna die Kraftlinie vom Point Zéro in Paris benutzen will, landet sie im Schattenreich von Marethyu. Dieser führt sie, Palamedes, William Shakespeare, den Grafen von Saint-Germain und Scathach durch die Tore der Zeit nach Danu Talis, damit die Insel untergehen kann. Sie kämpft auf der Sonnenpyramide, um die Zwillinge zu schützen. |
| Porträt von Niccolò Machiavelli | Machiavelli, Niccolò   | Band 2 | Niccolò di Bernardo dei Machiavelli (* 3. Mai 1469 in Florenz, Republik Florenz; † 21. oder 22. Juni 1527 ebenda) war ein florentinischer Politiker, Diplomat, Philosoph, Geschichtsschreiber und Dichter. Vor allem aufgrund seines Werks Il Principe („Der Fürst“) gilt er als einer der bedeutendsten Staatsphilosophen der Neuzeit. Der Unsterbliche dient wie John Dee den Dunklen Älteren (sein Meister ist Aten) und hat es in Frankreich zum Chef des Geheimdienstes gebracht, also zu einem der mächtigsten Männer des Landes. Laut Flamel ist er viel gefährlicher als Dee. Er war es, der als Erster Flamels Grab schändete, in der Hoffnung, den Codex zu finden. Bei der Schlacht von Stalingrad (1942) befehligte er die Achsenmächte, aufgrund des Eingreifens von Scathach kommt es aber zu einer Niederlage. Auf Sizilien kämpfte er vor dreihundert Jahren gegen Perenelle Flamel; dabei wurden aber so viele Energien freigesetzt, dass der Ätna ausbrach. Sein Diener ist lange Zeit Dagon. Machiavelli erhält den Auftrag, Flamel in Paris gefangen zu nehmen, was ihm aber nicht gelingt. Daraufhin soll er zusammen mit Billy the Kid die Monster von Alcatraz auf San Francisco loslassen; er wird aber zum Schwurbrecher („Warlock“) und versucht, die Humani zu retten. Dee schaltet ihn aus und erweckt die Monster selbst; anschließend kämpft Machiavelli erfolgreich an der Seite von Billy, Black Hawk, Odin, Hel, Mars, Areop-Enap und den Flamels gegen die Monster. Er ist die Titelfigur von Band 5, The Warlock. |
| Caterina de’ Medici             | Medici, Katharina De   | Band 2 | Katharina De Medici (* 13. April 1519 in Florenz; † 5. Januar 1589 in Blois) war Prinzessin von Urbino und entstammte der einflussreichen florentinischen Familie der Medici. Sie war durch Heirat mit Heinrich II. ab 1547 Königin von Frankreich und später auch Regentin für ihre minderjährigen Söhne. Bekannt wurde sie unter anderem durch ihren Befehl, in der sogenannten Bartholomäusnacht tausende Hugenotten zu ermorden. Sie ist eine Unsterbliche und lebt in Paris. Sie ist neutral. |
| Mordred                         | Mordred                | Band 2 | Mordred ist eine Gestalt des Sagenkreises um König Artus. Nach verschiedenen Quellen ist er entweder ein Neffe oder der Sohn von Artus. Er kämpfte gegen seinen Vater, König Artus, und wurde schließlich mit ihm von Cernunnos getötet. |
| Kardinal Richelieu              | Richelieu, Kardinal    | Band 2 | Kardinal Richelieu (* 9. September 1585 in Paris; † 4. Dezember 1642 ebenda) war ein französischer Aristokrat, Kirchenfürst und Staatsmann. Er wurde auch „rote Eminenz“ genannt und war maßgeblicher Berater sowie Minister Ludwigs XIII.; seine vorrangigen Ziele waren die Umgestaltung Frankreichs in einen absolutistischen Staat und das Beenden der habsburgischen Vormachtstellung in Europa. Als John Dee 1632 Nicholas und Perenelle Flamel in der Pariser Innenstadt in eine Falle gelockt hatte, schenkte Flamel den Codex Kardinal Richelieu, damit er nicht in die Hände Dees fiel. Anschließend stahl er ihn wieder zurück. |
| Roger Bacon                     | Bacon, Roger           | Band 3 | Roger Bacon (* 1214 nahe Ilchester in Somerset; † 1292 oder 1294 in Oxford) war ein englischer Franziskaner-Mönch und Philosoph und gilt als einer der ersten Verfechter empirischer Methoden. Er war der Vorgänger von John Dee als Agent der Dunklen Älteren und kämpfte gegen die Flamels. |
|                                 | Baybars der Mamluk     | Band 3 | Al-Malik az-Zahir Rukn ad-Din Baibars (I.) al-Bunduqdari (* um 1223; † 1277 in Damaskus) war ein Mamluk, der 1260 zum Sultan von Ägypten und Syrien aufstieg. |
| Foto von Billy the Kid          | Billy the Kid          | Band 3 | Henry McCarty, auch William H. Bonney, Henry Antrim oder auch Kid Antrim (* vermutlich 23. November 1859 in New York oder Indiana; † 14. Juli 1881 in Fort Sumner, New Mexico), besser bekannt als Billy the Kid, ist eine der bekanntesten legendären Figuren der Westerngeschichte. Von seinen Feinden wurde Billy the Kid als Gesetzloser und Mörder bezeichnet, seinen Anhängern zufolge war er ein Kämpfer im Lincoln-County-Rinderkrieg. Er wurde von Sheriff Pat Garrett aus dem Hinterhalt getötet. Er wurde von Quetzalcoatl unsterblich gemacht, zum Dank dafür, dass er diesem das Leben rettete. Er kämpfte mit Scathach gegen die Vampyre von Las Vegas und hatte öfters mit Virginia Dare zu tun. Er besitzt ein Thunderbird Cabrio, das sein ganzer Stolz ist. Er ist ein guter Freund von Black Hawk, der ihn ausgebildet hat und ebenfalls im Dienst von Quetzalcoatl steht. Billy erhält den Auftrag, Perenelle Flamel auf Alcatraz zu vernichten und bekommt Niccolò Machiavelli zur Seite gestellt, als ihm dies nicht gelingt. Perenelle schafft es dennoch, zu fliehen. Daraufhin soll er zusammen mit Machiavelli die Monster von Alcatraz auf San Francisco loslassen; er wird aber zum Schwurbrecher („Warlock“) und versucht, die Humani zu retten. Dee schaltet ihn aus und erweckt die Monster selbst; anschließend kämpft Billy erfolgreich an der Seite von Machiavelli, Black Hawk, Odin, Hel, Mars, Areop-Enap und den Flamels gegen die Monster. |
| Statue von Gilgamesch           | Gilgamesch             | Band 3 | Gilgamesch war nach der sumerischen Königsliste Anfang des 3. Jahrtausends v. Chr. ein König der ersten Dynastie der sumerischen Stadt Uruk. Der Zeitenälteste (im Original: „Ancient of Times“) gehört zu den ersten von Prometheus erschaffenen Urmenschen (damit ist er der Bruder von Tsagaglalal) und war der erste menschliche Unsterbliche; dazu gemacht hatte ihn Abraham der Weise, dessen enger Vertrauter er war. Er war Herrscher der Sumerer, Akkadier, Babylonier, Ägypter, Griechen, Römer, Gallier, Kelten, Wikinger, Rus und Hunnen. Zudem war er am Hof von König Artus bekannt; er betrachtete den König als eine Art Sohn. Er verfügt über ein riesiges Wissen, hat aber keine Aura; deshalb kann er keine Magie verwenden, obwohl er alle Zweige der Element-Magie beherrscht. Im Lauf der Zeit wurde er vergesslich und verrückt. Sein größter Wunsch ist es, sein Leben endlich zu Ende zu leben. Er bildet Sophie und Josh in der Magie des Wassers aus. |
|                                 | Palamedes              | Band 3 | Palamedes ist einer der Ritter der Tafelrunde. Der sarazenische Ritter gehörte einst zu Artus’ Tafelrunde und sah, wie der König durch Cernunnos getötet wurde. Er verhielt sich in den Kämpfen zwischen Humani und Älteren immer neutral. Auf einem Autofriedhof in London hat er sich eine bestens verteidigte Festung aus Schrott gebaut. Er ist Teil der Grünen Ritter, die von Tammuz angeworben wurden und Humani aus Schattenreichen befreien. Palamedes ist eng befreundet mit William Shakespeare. Der Graf von Saint Germain kontaktiert ihn, um Nicholas Flamel und die Zwillinge bei ihrem London-Aufenthalt zu unterstützen. Er ist am Kampf gegen Cernunnos’ Wilde Jagd beteiligt. Marethyu führt ihn, Scathach, William Shakespeare, den Grafen von Saint-Germain und Johanna von Orléans durch die Tore der Zeit nach Danu Talis, damit die Insel untergehen kann. Er kämpft auf der Sonnenpyramide, um die Zwillinge zu schützen. |
| William Shakespeare             | Shakespeare, William   | Band 3 | William Shakespeare (getauft am 26. April 1564jul. in Stratford-upon-Avon; † 23. Apriljul. / 3. Mai 1616greg. ebenda) war ein englischer Dramatiker, Lyriker und Schauspieler. Seine Komödien und Tragödien gehören zu den bedeutendsten und am meisten aufgeführten und verfilmten Bühnenstücken der Weltliteratur. Er war in seiner Jugend ein Lehrling Flamels. Dee verführte ihn jedoch und verhalf ihm zu unsterblichem Ruhm. Als Shakespeare Vater von Zwillingen wurde (Hamnet und Judith), hielt Dee diese für die legendären Zwillinge und versuchte, sie zu erwecken. Dabei starb Hamnet. Darauf schlug sich der Unsterbliche wieder auf die andere Seite und lebte zusammen mit Palamedes in London. Er wäscht sich nie, da er die natürlichen Öle der Haut erhalten will. Die Zusammenarbeit mit dem Alchemisten gestaltet sich schwierig, da dieser dem Verräter nicht traut. Marethyu führt ihn, Palamedes, Scathach, den Grafen von Saint-Germain und Johanna von Orléans durch die Tore der Zeit nach Danu Talis, damit die Insel untergehen kann. Er kämpft auf der Sonnenpyramide, um die Zwillinge zu schützen. |
| Dschingis Khan                  | Temujin                | Band 3 | Dschingis Khan (* wahrscheinlich um 1155, 1162 oder 1167; † wahrscheinlich am 18. August 1227) war ein Khan der Mongolen, der die mongolischen Stämme vereinte und weite Teile Zentralasiens und Nordchinas eroberte. Seine Regierungszeit als erster Großkhan der Mongolen dauerte von 1206 bis 1227. Der Unsterbliche bot den Flamels einst an, John Dee für immer in seinem mongolischen Schattenreich einzusperren, was Nicholas aber ablehnte. Nach Scotts ursprünglicher Planung hätte Temujin als Freund Nitens in Erscheinung treten sollen. |
| Häuptling Black Hawk            | Black Hawk             | Band 4 | Black Hawk (* 1767 in Sac Village, Rock River, Illinois; † 3. Oktober 1838; Sauk Makataimeshekiakiak, Schwarzer Falke) war ein Häuptling der Sauk- und Fox-Indianer. Auch: Schwarzer Falke oder Makataimeshekiakiak. Der Indianerhäuptling wurde von Quetzalcoatl unsterblich gemacht und steht in dessen Dienst. Er hat Billy the Kid, den Quetzalcoatl ebenfalls unsterblich gemacht hat, ausgebildet; die beiden sind gut befreundet. Niten kennt er aus der Schlacht von Greasy Grass. Auf Befehl von Quetzalcoatl holt Black Hawk Billy und Niccolò Machiavelli von Alcatraz, nachdem die beiden dort von Perenelle Flamel festgesetzt wurden. Später „sammelt“ er Odin, Hel und Mars Ultor in San Francisco auf und bringt sie zu Tsagaglalal und danach weiter auf Alcatraz. Er ist am Kampf gegen die Monster beteiligt und tötet Nereus. Vom Karkinos wird er ins Meer geschleudert, ob er überlebt, ist unbekannt. |
| Büste von Virginia Dare         | Dare, Virginia         | Band 4 | Virginia Dare (* 18. August 1587 in Roanoke; † unbekannt) gilt als das erste englische Kind, das in der Neuen Welt auf dem Gebiet der heutigen Vereinigten Staaten geboren wurde. Sie wuchs allein in der Wildnis auf, wurde aber von Marethyu im Verborgenen beschützt. Sie hat in einer Höhle im Grand Canyon die magische Flöte des Rattenfängers von Hameln gefunden. Damit kann sie alle Lebewesen in einen tiefen Schlaf versetzen und auch wieder aufwecken. Sie kümmerte sich stets um Hilfsbedürftige und ließ sich von einem Älteren unsterblich machen, um mehr Zeit zur Verfügung zu haben, Menschen zu helfen. Es gelang ihr, ihren Meister in einen Konflikt mit einer Hirschfrau zu führen, wobei dieser getötet wurde; sie wurde unabhängig. Sie ist gut mit John Dee bekannt, mit dem sie einmal verlobt war; auch mit Billy the Kid ist sie bekannt. Sie ist eine Meisterin der Luftmagie, lebt in London und ist als „Die Killerin“ bekannt und gefürchtet. Virginia hilft Dee in London, den Cucubuths zu entkommen, und wird zu seiner Begleiterin. Dee verspricht ihr für ihre Hilfe die Weltherrschaft; er weiß aber nicht, dass sie plant, der Welt Freiheit zu geben. Sie rettet Billy das Leben, als die Sphinx ihn auffressen will. Mit ihrer Flöte kann sie die Monster von Alcatraz aufwecken. Sie bildet Josh in der Luftmagie aus und reist mit ihm und Dee durch die Zeit nach Danu Talis. Dort wird sie zur Anführerin der rebellierenden Humani. Am Ende auch von Dee unterstützt, kann sie die Menschen in die Freiheit führen. |
| Johannes Duns Scotus            | Duns Scotus            | Band 4 | Johannes Duns Scotus (* um 1266 in Duns, Schottland; † 8. November 1308 in Köln) war ein schottischer Theologe und Philosoph der Scholastik. Der Unsterbliche ist älter als Nicholas Flamel. |
| Unbekannt                       | Marethyu               | Band 4 | Moros ist in der griechischen Mythologie der Gott des Verhängnisses und des Untergangs. Mot ist ein Unterweltsgott der altsyrischen Religion. Auch bekannt als Moros, Mot, Oberour Ar Maro. Sein Name bedeutet in der alten Sprache von Danu Talis „Tod“. Er besitzt an der Stelle seiner linken Hand einen metallenen Haken. Er ist ein Vertrauter von Abraham dem Weisen. Marethyu verkaufte Nicholas Flamel den Codex und half diesem, ihn zu entschlüsseln; Marethyu lehrte den Grafen von Saint-Germain in der Feuermagie; Marethyu beschützte Virginia Dare während ihrer Kindheit in der Wildnis; Marethyu sagte Perenelle Flamel ihre Zukunft voraus. Sein Schicksal ist es, eine Gruppe von Kriegern, bestehend aus Palamedes, William Shakespeare, dem Grafen von Saint-Germain, Johanna von Orléans und Scathach, durch die Tore der Zeit nach Danu Talis zu führen, damit die Insel untergehen kann. Aten übergibt ihm dort freiwillig seine Macht. Marethyu rettet John Dee vor dem Tod und macht Virginia Dare zur Anführerin der rebellierenden Humani. Es stellt sich heraus, dass Marethyu eigentlich Josh Newman ist. Nachdem Josh die Erdfürsten Isis und Osiris getötet hatte, vereinte er die vier Elemente-Schwerter zum fünften Element Äther; sie verschmolzen zu einem Haken, der Joshs linke Hand ersetzte. Den Anweisungen des Codex folgend wurde er zum Tod, zum Zerstörer der Welt von Danu Talis, wodurch er das Entstehen der Menschen-Welt ermöglichte. |
|                                 | Miyamoto Musashi       | Band 4 | siehe Niten |
|                                 | Mo-Tzu                 | Band 4 | Mo-Tzu lebte im späten 5. Jahrhundert v. Chr., wirkte hauptsächlich in Nordchina und war Begründer und Namensgeber des Mohismus, einer Schule der chinesischen Philosophie. Der Unsterbliche ist älter als Duns Scotus. |
| Miyamoto Musashi                | Niten                  | Band 4 | Niten (* 1584 in Miyamoto; † 13. Juni 1645 in der Höhle Reigandō, Kumamoto), war ein japanischer Samurai und Begründer der Niten-Ichiryū-Schule des Schwertkampfes. Heute ist er vor allem durch sein Werk Gorin no Sho („Das Buch der Fünf Ringe“) bekannt, welches vor allem als Quelle für Lebensweisheiten und Managementstrategien angesehen wird. Der unsterbliche Japaner ist ein gewandter Kämpfer, aber auch ein begabter Maler. Die Unsterblichkeit wurde ihm von Benzaiten verliehen. Er lebt in einem Hausboot in der Nähe von San Francisco und ist gut mit Aoife bekannt, in die er verliebt ist. Er kennt Black Hawk aus der Schlacht von Greasy Grass. Aoife macht sich zusammen mit Niten auf die Suche nach Scathach. Nachdem Aoife im Kampf mit Coatlicue in das Schattenreich verschwunden ist, bringt er Sophie zu Tsagaglalal. Mit Prometheus und den Flamels bekämpft er zunächst den Lotan. Am Ende stellt er sich mit Prometheus auf der Golden Gate Bridge den Spartoi-Kriegern entgegen, denen sie den Zugang zur Stadt verwehren müssen. Nach langem Kampf werden sowohl er als auch der Ältere getötet, Tsagaglalal schenkt Niten aber ihre Aura und belebt ihn damit wieder. Nach Aoifes Befreiung durch Scathach heiratet er Aoife. |
| Porträt von Daniel Boone        | Boone, Daniel          | Band 5 | Daniel Boone (* 22. Oktoberjul. / 2. November 1734greg. in Birdsboro, Pennsylvania; † 26. September 1820 in Defiance, Missouri) war ein US-amerikanischer Pionier und Jäger, der unter anderem die Wilderness Road erschloss und die Stadt Boonesborough in Kentucky gründete. Er war der erste Unsterbliche, dem Billy the Kid begegnete; zu jener Zeit raubte er gerade einen Zug aus. |
| Albert Einstein                 | Einstein, Albert       | Band 5 | Albert Einstein (* 14. März 1879 in Ulm; † 18. April 1955 in Princeton, New Jersey) war ein theoretischer Physiker. Seine Forschungen zur Struktur von Raum und Zeit sowie dem Wesen der Gravitation veränderten maßgeblich das physikalische Weltbild; 100 führende Physiker wählten ihn deshalb 1999 zum größten Physiker aller Zeiten. Er war gut mit Virginia Dare bekannt, die in ihm das Interesse an der Relativität weckte. Er wollte aber nicht unsterblich gemacht werden. |
| Geronimo                        | Geronimo               | Band 5 | Geronimo (* 16. Juni 1829; † 17. Februar 1909 in Fort Sill, Oklahoma), war der Kriegshäuptling und Schamane (Diyin) einer Gruppe der Bedonkohe-Apachen. Sein Widerstand gegen das Vordringen der Truppen der USA und Mexikos machte ihn zu einem der bekanntesten Indianer Nordamerikas. Er ist ein Unsterblicher und steht nicht auf der Seite der Dunklen Älteren, weshalb er mit Nicholas Flamel befreundet ist. |
| Oliver Hardy                    | Hardy, Oliver          | Band 5 | Oliver Hardy (* 18. Januar 1892 in Harlem, Georgia; † 7. August 1957 in Hollywood, Kalifornien) war ein US-amerikanischer Komiker und Filmschauspieler. Zusammen mit Stan Laurel bildete er eines der berühmtesten Komiker-Duos der Filmgeschichte, Laurel und Hardy, im deutschen Sprachraum auch als Dick und Doof bekannt. Virginia Dare kannte ihn aus ihrer Zeit als Stummfilm-Schauspielerin. |
| Stan Laurel                     | Laurel, Stan           | Band 5 | Stan Laurel (* 16. Juni 1890 in Ulverston, England, Vereinigtes Königreich; † 23. Februar 1965 in Santa Monica, Kalifornien, Vereinigte Staaten) war ein englischer Komiker, Filmschauspieler, Drehbuchautor und Regisseur. Er wurde weltberühmt durch seine künstlerische Partnerschaft mit Oliver Hardy, mit dem er das wohl bekannteste Komikerduo der Filmgeschichte, Laurel und Hardy, bildete, das im deutschsprachigen Raum auch als Dick und Doof bekannt war. Virginia Dare kannte ihn aus ihrer Zeit als Stummfilm-Schauspielerin. |
|                                 | Moros                  | Band 5 | siehe Marethyu |
|                                 | Mot                    | Band 5 | siehe Marethyu |
|                                 | Oberour Ar Maro        | Band 5 | siehe Marethyu |
| Tsagaglalal                     | Tsagaglalal            | Band 5 | Tsagaglalal ist eine Wächterfigur aus der indianischen Mythologie (Columbia River Legends). Auch: Die Wächterin (im Original: She Who Watches). Sie gehörte mit ihrem Bruder Gilgamesch zu den ersten Urmenschen, die Prometheus erschaffen hatte. Sie war die Frau von Abraham dem Weisen. In seinem Auftrag führte sie die legendären Zwillinge auf die Spitze der Sonnenpyramide und übergab Josh den Codex. Sie beobachtete die weibliche Linie der Newmans im Verlauf der Zeiten und überwachte die Zwillinge seit ihrer Geburt in der Gestalt von Tante Agnes. Der Geruch ihrer Aura ist Jasmin. Sie bringt mehrere verfeindete Charaktere dazu, sich gegen Dee zu verbünden und übergibt ihnen Botschaften Abrahams aus der Vergangenheit, in Form von Smaragdtafeln. Sie bildet Sophie in der Erdmagie aus. Nachdem Niten und Prometheus im Kampf gegen die Spartoi gefallen sind, tötet sie die verbliebenen Kreaturen und belebt Prometheus wieder, indem sie ihm ihre Aura „zurückgibt“. Er weist sie aber an, ihn sterben zu lassen und besser Niten zu erwecken. |
| Kaiser Friedrich I. Barbarossa  | Barbarossa             | Band 6 | Friedrich I., genannt Barbarossa (* um 1122; † 10. Juni 1190 im Fluss Saleph nahe Seleucia, Kleinarmenien), aus dem Adelsgeschlecht der Staufer war von 1147 bis 1152 als Friedrich III. Herzog von Schwaben, von 1152 bis 1190 römisch-deutscher König und von 1155 bis 1190 Kaiser des römisch-deutschen Reiches. Der Unsterbliche befindet sich in Chicago und will mit mehreren anderen Unsterblichen und Älteren der East Coast nach San Francisco fliegen, um die Flamels zu unterstützen. |
|                                 | Brigid                 | Band 6 | Brigid ist der Name einer irisch-schottischen Sagengestalt, die auf eine keltische Göttin zurückgeht. Sie gehört zu den Túatha Dé Danann. Sie gehört zu den Humani von Danu Talis und begegnet dort Scathach. Ihr Bruder ist Cermait. |
|                                 | Cermait                | Band 6 | Cermait, mit dem Beinamen Milbél („Honigmund“), ist eine Sagenfigur aus der irischen Mythologie. Er gehört zum Volk der Túatha Dé Danann. Er wird von seiner Mutter Milbel genannt und gehört zu den Humani von Danu Talis. Er begegnet dort Scathach. Seine Schwester ist Cermait. |
| Davy Crockett                   | Crockett, Davy         | Band 6 | Davy Crockett (eigentl. David de Crocketagne) (* 17. August 1786 in Greene County, damals State of Franklin, heute Tennessee; † 6. März 1836 in San Antonio, Texas) war ein US-amerikanischer Politiker und Kriegsheld. Der Unsterbliche befindet sich in Seattle und will nach San Francisco fahren, um die Flamels zu unterstützen. |
|                                 | Khutulun               | Band 6 | Khutulun (ca. 1260 – ca. 1306), auch bekannt als Aiyurug oder Khotol Tsagaan, war die berühmteste Tochter von Kaidu und die Nichte von Kublai Khan. Die Unsterbliche ist die Nichte von Kublai Khan und wurde von Scathach und Aoife ausgebildet; Aoife nannte sie „Scheinender Mond“ und behandelte sie wie eine Tochter. Khutulun züchtet in Kentucky Pferde und will mit Ynaguinid und Macanduc nach San Francisco fahren, um die Flamels zu unterstützen. |
| Selbstbildnis Leonardos         | Leonardo da Vinci      | Band 6 | Leonardo da Vinci (* 15. April 1452 in Anchiano bei Vinci; † 2. Mai 1519 auf Schloss Clos Lucé, Amboise) war ein italienischer Maler, Bildhauer, Architekt, Anatom, Mechaniker, Ingenieur und Naturphilosoph. Er gilt als einer der berühmtesten Universalgelehrten aller Zeiten. Nicholas Flamel weiß von Gerüchten, dass Leonardo ein Unsterblicher sei. |
|                                 | Milbel                 | Band 6 | siehe Cermait |
| Gemälde von Königin Zenobia     | Zenobia                | Band 6 | Septimia Zenobia (* um 240 in Palmyra; † nach 274 in Rom) war von 267/68 bis 272 n. Chr. die Herrscherin Palmyras und des römischen Orients. Sie war die zweite Gemahlin des Exarchen der Oasenstadt Palmyra, Septimius Odaenathus. Die Unsterbliche will mit Pyrgomache nach San Francisco fliegen, um die Flamels zu unterstützen. Perenelle vertraut ihr allerdings nicht. |
|                                 | William von York       | LS 1   | Der englische Bogenschütze kämpfte einst gegen Frankreich, unterstützt von seinem jüngsten Sohn William. Sein ältester Sohn ist Richard, seine Tochter ist 19 Jahre alt. William von York war 1431 in Rouen ein Zeuge der Hinrichtung von Johanna von Orléans, wobei er mit ansah, wie diese von Scathach befreit wurde, woraufhin er die Armee verließ. Er starb am 13. Oktober 1481 im Alter von 70 Jahren. |
| Cuchulain im Kampf              | Cuchulain              | LS 2   | Cuchulain ist eine Figur aus der irischen Mythologie. Er ist der bedeutendste Kämpfer und Held der Kriegervereinigung vom Roten Zweig, den Gefolgsleuten von Conchobhar Mac Nessa, einem sagenhaften König von Ulster aus dem 1. Jahrhundert v. Chr. Nach seiner Geburt wurde er zunächst Setanta genannt. Er wurde von Scathach ausgebildet, die sich in ihn verliebte. Doch er verliebte sich in ihre Schwester Aoife. Als er in der Schlacht von Ulster fiel, bekämpften sich Scathach und Aoife. Doch Cuchulain wurde kurz vor seinem Tod von der Morrigan zu Crom Cruach gebracht, der ihn unsterblich machte und dem er tausend Jahre dienen musste. Von da an nannte er sich Setanta und wollte sich an Scathach rächen, von der er sich betrogen fühlte. Cuchulain stellt in Las Vegas eine Armee von Vampyren und Cucubuths auf, mit denen er die Westküste Amerikas kontrollieren will, und lockt Scathach zu sich, die ihn jedoch besiegt und mit dem Gáe Bolga tötet. |

### Wesen
Die Wesen, die auf Alcatraz festgehalten werden, sind gewöhnlich nicht einzeln aufgeführt, sondern als Monster von Alcatraz zusammengefasst.
| Bild                                             | Name                    | Buch   | Beschreibung |
| ------------------------------------------------ | ----------------------- | ------ | --- |
| Pteranodon                                       | Federnattern            | Band 1 | Im Original: Nathair. Sie sehen aus wie Schlangen und können fliegen. Sie bevölkern das Schattenreich von Hekate und sterben beim Untergang desselben. |
|                                                  | Fomor                   | Band 1 | Fomoraig bezeichnet ein sagenhaftes Volk von missgestalteter und gewalttätiger Wesensart aus der irischen Mythologie. Fomor ist ein Dämon, gegen den Scathach und Nicholas Flamel gekämpft haben. |
| Golem                                            | Golems                  | Band 1 | Der Golem ist eine Figur der jüdischen Legende, die in Böhmen, aber auch anderswo in Mitteleuropa verbreitet war. Dabei handelt es sich um ein in menschenähnlicher Gestalt aus Lehm gebildetes Wesen, das durch Magie zum Leben erweckt wurde. Der Golem besitzt besondere Kräfte, kann Befehlen folgen, aber nicht sprechen. Den Lehmfiguren wird ein Zettel mit einer Beschwörung in den Mund gelegt. Sie sind besonders stark, schmelzen aber in warmen Gebieten leicht. John Dee verwendet sie, um Flemings Buchladen zu überfallen und Perenelle zu entführen und kurz darauf noch einmal, um Scathachs Dojo zu überfallen. |
| Růžena Maturová als Rusalka in der Oper von 1901 | Rusalka                 | Band 1 | Die Rusalka sind weibliche Naturgeister niedrigen Ranges der slawischen Mythologie. Sie terrorisierten einst Sankt Petersburg und wurden von Nicholas Flamel zurückgetrieben. |
|                                                  | Torc Allta              | Band 1 | Sie sind Wereber, also Männer, die sich in (besonders große und kriegerische) Eber verwandeln können. Sie entstammten einem missglückten Experiment der Älteren. Sie bewachen Hekates Schattenreich und gehen mit ihr unter. |
|                                                  | Wereber                 | Band 1 | siehe Torc Allta |
|                                                  | Baobhan Sith            | Band 2 | Baobhan Sith ist der schottische Begriff für eine verführerische Vampirin, die hübschen Jünglingen den Tod bringt. Sie tritt vor allem im Wald oder in der freien Natur auf. In der Gestalt eines wunderschönen, hauptsächlich, aber nicht zwingend, grün gekleideten Mädchens, erweckt sie keinerlei Argwohn, aber ihre Opfer saugt sie letztlich bis zum letzten Blutstropfen aus. Im Auftrag von John Dee verfolgten sie Nicholas und Perenelle Flamel 1632 durch Paris, waren aber nicht erfolgreich. |
| Dagon                                            | Dagon                   | Band 2 | Dagon ist eine in Mesopotamien und Syrien verehrte Gottheit, deren Kult vor allem im 3. und 2. Jahrtausend v. Chr. verbreitet war. Dagon wird u. a. als Wetter-, Vegetations- und spezifischer Getreidegott gedeutet. Sein Name leitet sich angeblich von „Fisch“ ab. Dieses fischartige Wesen dient lange Zeit Niccolò Machiavelli. Der Italiener entlässt ihn schließlich, damit Dagon seine Erzfeindin Scathach suchen kann, die einst sein ganzes Volk tötete. Er trägt in der Seine einen Kampf gegen die Kriegerprinzessin aus; wie ihm Marethyu in der Vergangenheit geraten hatte, sagt Dagon im letzten Moment dessen Namen, woraufhin Scathach ihn gehen lässt. Auf Danu Talis bewachte er das Gefängnis, er war Aten aber nicht feindlich gesinnt. |
|                                                  | Deimos                  | Band 2 | Deimos ist eine Gottheit oder ein Daimon der Griechischen Mythologie. Er gilt zusammen mit Phobos als Begleiter und Diener des Ares. Er ist ein Satyr und bewacht zusammen mit Phobos das Gefängnis von Mars Ultor in den Katakomben von Paris. Er löst starke Angst aus, von der er sich ernährt, und wird am Ende von John Dee in Knochenmasse eingeschlossen. |
|                                                  | Ghule                   | Band 2 | Ghule sind üblicherweise leichenfressende Fabelwesen und erscheinen in verschiedenen mythologischen und literarischen Formen. Im Auftrag von John Dee verfolgten sie Nicholas und Perenelle Flamel 1632 durch Paris, waren aber nicht erfolgreich. |
| Oni                                              | Monster von Alcatraz    | Band 2 | Sie setzen sich aus verschiedenen bösartigen Wesen zusammen, die von den Dunklen Älteren bzw. deren menschlichen Agenten in den unterirdischen Gefängniszellen von Alcatraz (kleinere Exemplare) bzw. in den Lagerhäusern (große Monster) gefangen gehalten und in tiefen Schlaf versetzt werden. Die Zellen werden von der Sphinx bewacht. Sie stammen aus allen Gegenden der Welt und umfassen Amazonen, Samurai, Bogatyri, Cucubuths, Boggarts, Domovi, Oger, Trolle, Fir Dearg, Mna Dearg, Moosmenschen, Cluricaune, Lindwürmer, Minotauren, Monokerata, Karkinos, Windigos, Oni, Vetalas, Werwölfe, Wyvern, Wyrm, Smok, Satyrn und Peists. Auch der Lotan gehört dazu. Niccolò Machiavelli und Billy the Kid sollen sie wieder aufwecken und auf San Francisco loslassen, entscheiden sich jedoch dagegen, woraufhin John Dee und Virginia Dare (mithilfe ihrer Flöte) den Auftrag erledigen. Damit die Monster nicht gegeneinander kämpfen, wurden sie so verzaubert, dass sie einander nicht sehen können. Machiavelli und Billy schließen sich dann Black Hawk, Mars, Odin, Hel, Areop-Enap und den Flamels an; der Gruppe gelingt es, die Monster, die von Xolotl und Anpu-Kriegern nach San Francisco verschifft werden sollen, zu vernichten. |
| Nidhogg                                          | Nidhogg                 | Band 2 | Nidhogg ist in der nordischen Mythologie ein schlangenartiger Drache, der am Weltenbaum Yggdrasil lebt und die Toten peinigt. Dieser Drache, genannt „der Leichenverschlinger“, war lange Zeit in den Wurzeln von Hekates Weltenbaum Yggdrasil gefangen. Nachdem dieser von John Dee vernichtet wurde, setzen die Disir ihn gegen Scathach ein. Als sie aber die Kontrolle über ihn verlieren, tobt er durch Paris und stürzt dort schließlich ins Hafenbecken, durch Joshs Schwert Clarent versteinert. |
|                                                  | Phobos                  | Band 2 | Phobos ist in der griechischen Mythologie ein Sohn des Kriegsgottes Ares und der Liebesgöttin Aphrodite. Er ist mit seinem Bruder Deimos ein Begleiter des Ares. In der deutschen Übersetzung wird er teilweise fälschlich als Phöbos bezeichnet. Er ist ein Satyrn und bewacht zusammen mit Deimos das Gefängnis von Mars Ultor in den Katakomben von Paris. Er löst starke Angst aus, von der er sich ernährt, und wird am Ende von John Dee in Knochenmasse eingeschlossen. |
|                                                  | Tulpa                   | Band 2 | Der Begriff Tulpa bezeichnet in der Tibetischen Mythologie eine Manifestation von Gedanken, die durch reine Willenskraft entsteht. Eine Tulpa ähnelt einem Golem, wird aber rein durch die Vorstellungskraft eines Magiers erschaffen. Sie kann aus beliebigen Materialien bestehen. Niccolò Machiavelli erschafft eine Tulpa aus dem Wachs der Kerzen in Sacré-Cœur, um Nicholas Flamel, Scathach und die Zwillinge dort festzuhalten, was aber nicht gelingt. |
|                                                  | Cucubuth                | Band 3 | Ein Cucubuth ist eine wolfähnliche Bestie mit menschlichem Gesicht, die meist als kahlgeschorener junger Mann auftritt. Cucubuths sind Kreuzungen zwischen Vampiren und Torc Madra (Werhunden). Sie sind erbitterte Feinde der Dearg Due. Sie werden von John Dee angeheuert, um Jagd auf Flamel und die Zwillinge zu machen. Nachdem der Doktor aber selbst gesucht wird, jagen sie ihn durch London, um die Belohnung zu kassieren. Dee gelingt es mit der Hilfe von Virginia Dare, ihnen zu entwischen. Cucubuths sind auch Teil der Monster von Alcatraz. |
|                                                  | Dearg Due               | Band 3 | In der Irischen Mythologie sind Dearg Due eine Art von Vampiren. Der Vampirclan ließ sich nach dem Fall von Danu Talis in den Keltischen Gebieten nieder. Sie sind erbitterte Feinde der Cucubuths und machen in London Jagd auf Nicholas Flamel und die Zwillinge. |
|                                                  | Gabriel-Hunde           | Band 3 | Sie sind Werhunde (Torc Madra), verwandeln sich also von Menschen in Hunde. Die Hunde verteidigen die Metallfestung von Palamedes. |
|                                                  | Genii Cucullati         | Band 3 | Die Genii Cucullati sind zwergenhafte gallische Kapuzendämonen und Schutzgeister. Sie sind Fleischfresser. In ihrer wahren Gestalt sehen sie aus wie Vielfraße, ansonsten zeigen sie sich in menschlicher Gestalt. Auf Dees Geheiß versuchen drei von ihnen, Nicholas Flamel zu töten und die Zwillinge zu fassen. Sie versinken durch einen von Flamel gewirkten Zauber der Älteren Iris in einen 366-tägigen Schlaf. Weitere Genii Cucullati sind Teil der Wilden Jagd. |
| Nereiden                                         | Nereiden                | Band 3 | Nereiden sind in der griechischen Mythologie die 50 Töchter des Nereus und der Doris. Sie sind Nymphen des Meeres, die Schiffbrüchige beschützen und Seeleute mit Spielen unterhalten. Sie sind Frauen mit Fischschwänzen, die mit ihren Gesängen Leute verzaubern. Ihr Vater ist der Ältere Nereus; mit ihm leben sie in einem Schattenreich nahe dem Bermuda-Dreieck. Sie sind Fleischfresser und bewachen Alcatraz. Es gibt 50 von ihnen. Nachdem Nereus von Black Hawk getötet wird, verschwinden sie aus der Nähe der Insel. |
| Wodans wilde Jagd                                | Wilde Jagd              | Band 3 | Die Wilde Jagd bezeichnet einen Volksmythos über Erscheinungen am Nachthimmel, die als Jagdgesellschaft übernatürlicher Wesen interpretiert wurden, und die vor allem während der Zwölf Weihnachtstage oder der Rauhnächte beobachtet wurden. Die damit verbundenen Vorstellungen und Bräuche reichen ins germanische Heidentum zurück. Sie besteht hauptsächlich aus riesigen grauen Wölfen, es sind aber auch andere Monster und Menschen dabei. Sie kämpfen in völliger Stille und zerfallen zu Staub, wenn sie getötet werden. Ihr Anführer ist der Archon Cernunnos. Die Wilde Jagd soll Flamel, die Zwillinge, Palamedes und William Shakespeare in London besiegen, scheitert aber. |
|                                                  | Balanos                 | Band 4 | Balanos war in der griechischen Mythologie eine Hamadryade. Sie ist eine Hamadryade der Eiche. Sie lebt im Reich von Tammuz und ist die Schwester von Ptelea. |
| Dryade                                           | Dryaden und Hamadryaden | Band 4 | Die Dryaden sind Baumgeister der Griechischen Mythologie. Sie werden als schöne weibliche Wesen vorgestellt. Dryaden waren wie alle Nymphen übernatürlich langlebig und an ihre Behausungen gebunden, aber einige von ihnen gingen noch etwas darüber hinaus. Dies waren die Hamadryaden, die Teil ihrer Bäume waren, so dass mit dem Tod des Baumes auch seine Hamadryade starb. Sie sind die Untergebenen von Tammuz und bewachen sein Reich im Sherwood Forest. |
| Odin mit Geri und Freki                          | Geri und Freki          | Band 4 | Geri und Freki (nord. „der Gierige“ und „der Gefräßige“) sind zwei Wölfe der nordischen Mythologie, welche, wie die Raben Hugin und Munin, den Gott Odin begleiten. Sie sind die Wölfe von Odin. |
| Odin mit Hugin und Munin                         | Huginn und Muninn       | Band 4 | Hugin und Munin sind in der nordischen Mythologie die beiden Raben Odins, der auch „Rabengott“ heißt. Sie sind die Raben von Odin, der durch ihre Augen sehen und durch ihre Schnäbel sprechen kann. Es gelingt ihnen nicht, Dee zu ergreifen, auf den sie angesetzt werden. |
| Nymphen und Satyrn                               | Nymphen                 | Band 4 | Eine Nymphe ist in der griechischen und römischen Mythologie ein Naturgeist. Sie ist eine weibliche Gottheit niederen Ranges, welche als Personifikation einer Naturkraft überall auftreten und teils als Begleiterin höherer Gottheiten wie des Dionysos, der Artemis oder der Aphrodite, teils als selbstständig wirkend, gedacht wurden. Sie sind die Untergebenen von Tammuz und bewachen sein Reich im Sherwood Forest. |
|                                                  | Ptelea                  | Band 4 | Sie ist eine Hamadryade der Ulme. Sie lebt im Reich von Tammuz und ist die Schwester von Balanos. |
|                                                  | Anpu                    | Band 5 | Die Krieger mit Schakalkopf, roten Augen und Säbelzähnen wurden von Anubis erschaffen und stehen unter seinem Befehl. Sie sind für die Verteidigung von Danu Talis zuständig; im finalen Kampf kämpfen sie auf der Seite der Dunklen Älteren gegen die Humani. Durch den Wandel wird Anubis ihnen ähnlich. Auch beim Kampf auf Alcatraz spielen Anpu eine Rolle: Dort sollen sie für Xolotl die großen Monster von der Insel schaffen. Sie werden aber von Odin und Hel völlig vernichtet. |
|                                                  | Lotan                   | Band 5 | Der Lotan ist eine siebenköpfige Seeschlange oder eine Drache aus den ugaritischen Mythen. Er ist ein siebenköpfiger Wasserdrache, den Nereus Niccolò Machiavelli übergibt, um ihn auf San Francisco loszulassen. Wenn der frischgeschlüpfte Lotan in Berührung mit Wasser kommt, wächst er sogleich auf seine riesige Größe heran. Er entzieht Wesen in seiner Umgebung die Aura und frisst sie darauf. Er wird am Ende von Nicholas Flamel in ein Ei zurückverwandelt und an eine Möwe verfüttert. |
|                                                  | Megalodons              | Band 5 | Der Megalodon ist eine ausgestorbene Haiart aus der Familie der Makrelenhaie (Lamnidae). Der Fossilbericht dieses größten bekannten Hais der Erdgeschichte reicht vom Miozän bis in das Altpleistozän (5 bis 1,6 Mio. Jahre vor heute). Sie sind riesige Haie, die in den Gewässern von Danu Talis lebten. |
|                                                  | Sack-Männer             | Band 5 | siehe Torbalan |
|                                                  | Torbalan                | Band 5 | Sie sind als Sack-Männer bekannt und sind eine Art Boggart. Sie werden von Hel auf die Jagd nach Dee geschickt. Dabei treten sie als Radfahrer auf, die einen Rucksack tragen, dessen gefährlichen Inhalt nur Wenige kennen. |
| Minotaurus                                       | Asterion                | Band 6 | Sie gehören mit den Anpu zu den Wachen der Älteren auf Danu Talis und haben Stierköpfe. |
| Statue eines Berserkers                          | Berserker               | Band 6 | Als Berserker wird in mittelalterlichen skandinavischen Quellen ein im Rausch kämpfender Mensch bezeichnet, der keine Schmerzen oder Wunden mehr wahrnimmt. Sie wurden von Anubis erschaffen. Sie haben menschliche Körper, aber Köpfe, Klauen und Füße von Schwarzbären. Drei von ihnen werden von Anubis beauftragt, die Zwillinge zu töten. Doch Tsagaglalal stellt sich ihnen in den Weg und tötet sie. |
| Krebs                                            | Karkinos                | Band 6 | Der Karkinos war ein Riesenkrebs, den Hera der Hydra als Unterstützung im Kampf gegen Herakles schickte. Herakles jedoch zerquetschte ihn mit einem Fuß. Hera setzte den Karkinos dann als Sternbild Krebs an den Himmel. Der Karkinos ist ein Riesenkrebs. Er ist Teil der Monster von Alcatraz und wird von Xolotl zur Vernichtung der Flamels und ihrer Verbündeter ausersehen. Billy the Kid gelingt es, Xolotl selbst an den Karkinos verfüttern; der Krebs verletzt Billy aber schwer und wächst durch das Verspeisen des Älteren. Dann will er die schlafende Areop-Enap fressen; Mars Ultor gelingt es, ihn abzulenken und im letzten Moment erwacht die Urspinne und frisst den Karkinos. |
| Abbildung eines Einhorns                         | Monokerata              | Band 6 | Es sind Einhörner, deren Horn eine giftige Spitze hat. Sie sind Teil der Monster von Alcatraz und werden von Odin und Hel völlig vernichtet. |
| Das Säen der Drachenzähne                        | Spartoi                 | Band 6 | Spartoi (gr. Σπαρτοί, „Ausgesäte“) sind die von Kadmos aus in Ackerfurchen gesäten Drachenzähnen entstandenen Stammväter der Thebaner. Die Spartoi-Krieger entstehen dadurch, dass Krokodilzähne in die Erde gepflanzt und mit Blut gefüttert werden. Bastet hat von Quetzalcoatl einige bekommen, die sie in seinem Auftrag wieder nach San Francisco bringt. Dort sollen die reptilienartigen Krieger die Stadt verwüsten. Auf der Golden Gate Bridge werden sie von Niten und Prometheus aufgehalten, die die Spartoi nach langem Kampf auch töten können. Doch da erscheint Tsagaglalal, die alle verbliebenen Kreaturen tötet und Niten wiederbelebt. |
|                                                  | Vampyre                 | LS 2   | Sie sind bluttrinkende Vampire, die Cuchulain in Las Vegas um sich schart. Sie kämpfen gegen Billy the Kid. |

### Unbekannte Art
Die folgenden Figuren werden erwähnt, ohne dass ihre Art dabei geklärt wird.
| Bild                         | Name             | Buch   | Beschreibung |
| ---------------------------- | ---------------- | ------ | --- |
|                              | An Chaor-Thanach | Band 1 | An Chaor Thach ist ein Wesen aus der keltischen Mythologie, das besonders mit dem Heiligen Patrick in Verbindung gebracht wird. An Chaor-Thanach hatte einst Scathach in sein Verlies gesperrt, woraufhin Nicholas Flamel sie befreite. |
| Medusa                       | Medusa           | Band 1 | Medusa ist in der griechischen Mythologie eine Gorgone, die Tochter der Meeresgottheiten Phorkys und Keto sowie die Schwester von Stheno und Euryale. Sie war die einzig sterbliche der drei Gorgonen. Sie ist eine Gorgone und kämpfte einst gegen Nicholas und Perenelle Flamel. Aus den Schlangen, die die Medusa anstelle der Haare hat, wird eine Peitsche geflochten, die Sophie im Kampf gegen Coatlicue verwendet. |
|                              | Nachthexe        | Band 1 | Die Nachthexe (im Original: Night Hag) und ihre Armee der Untoten wurde von Nicholas Flamel bezwungen. |
| Maske des Tutanchamun        | Tutanchamun      | Band 1 | Er hatte eine goldene Aura. Er wurde von Scathach ausgebildet. Sein Vater war Aten, seine Frau Ankhesenamen. |
|                              | Askia            | Band 4 | Askia war ein Herrscher über das Songhaireich. Er hatte eine goldene Aura. |
|                              | Jason            | Band 4 | Jason ist eine Heldengestalt aus der griechischen Sage. Er war der Sohn des Aison, eines Königs von Iolkos, und der Polymede oder Alkimede. Bekannt ist er vor allem als Anführer der Argonauten. Er hatte eine goldene Aura. |
| König Midas                  | Midas            | Band 4 | Midas ist der Name mehrerer Könige von Phrygien. Zum Teil haben sie mythischen Charakter; mindestens ein Midas ist aber eine historische Persönlichkeit. Er hatte eine goldene Aura. |
| Moctezuma                    | Moctezuma        | Band 4 | Moctezuma (* um 1465; † 30. Juni 1520 in Tenochtitlán, Mexiko) war von 1502 bis zu seinem Tod 1520 Herrscher über das Reich der Azteken. Er hatte eine goldene Aura. |
|                              | Osei Tutu        | Band 4 | Osei Tutu (* 16??; † 1717) war der Gründer des Königreichs der Aschanti im heutigen Ghana. Er hatte eine goldene Aura. |
| Tutanchamun und Ankhesenamen | Ankhesenamen     | Band 5 | Ankhesenamen war die Gemahlin und Schwester oder Halbschwester des altägyptischen Königs (Pharao) Tutanchamun. Sie wurde als dritte Tochter von König Amenophis IV. (Echnaton) und seiner Großer königlichen Gemahlin Nofretete in dessen 5. oder 6. Regierungsjahr geboren. Sie war die Frau von Tutanchamun. |